# Liste des œuvres présentées à la troisième exposition des impressionnistes
Cet article recense les œuvres présentées lors de la troisième exposition impressionniste, qui s'est tenue du 4 avril au 30 avril 1877. Rassemblant 18 artistes, la troisième exposition impressionniste regroupe 241 œuvres.

## Titres
Les titres des œuvres, ainsi que leur ordre, sont ceux donnés sur le catalogue de l'exposition. Ils peuvent différer de ceux qu'on leur donne aujourd'hui (par exemple, Danseuse, un bouquet à la main d'Edgar Degas est conservée au musée d'Orsay sous le nom Fin d'arabesque). Dans certains cas, plusieurs œuvres peuvent porter le même titre (trois tableaux de Claude Monet sont référencés sous le nom Intérieur de la gare Saint-Lazare, à Paris).
Par ailleurs, de façon quasi systématique, les noms des personnes ne sont indiqués que par leurs initiales. Ainsi, le portrait de Céleste Caillebotte, mère du peintre Gustave Caillebotte est simplement titré Portrait de madame C...

## Liste
Sauf précision contraire, les œuvres sont des tableaux. Si elle est connue, la collection hébergeant actuellement les œuvres est mentionnée.

### Gustave Caillebotte
6 tableaux :
- Rue de Paris ; temps de pluie (Art Institute of Chicago[3])
- Le Pont de l'Europe (collection du Petit Palais)
- Portraits à la campagne (collection du musée d'Art et d'Histoire Baron-Gérard[4])
- Portrait de madame C... (avk) (Céleste Caillebotte, mère du peintre ; collection particulière)
- Portraits (collection particulière)
- Peintres en bâtiments (collection particulière)

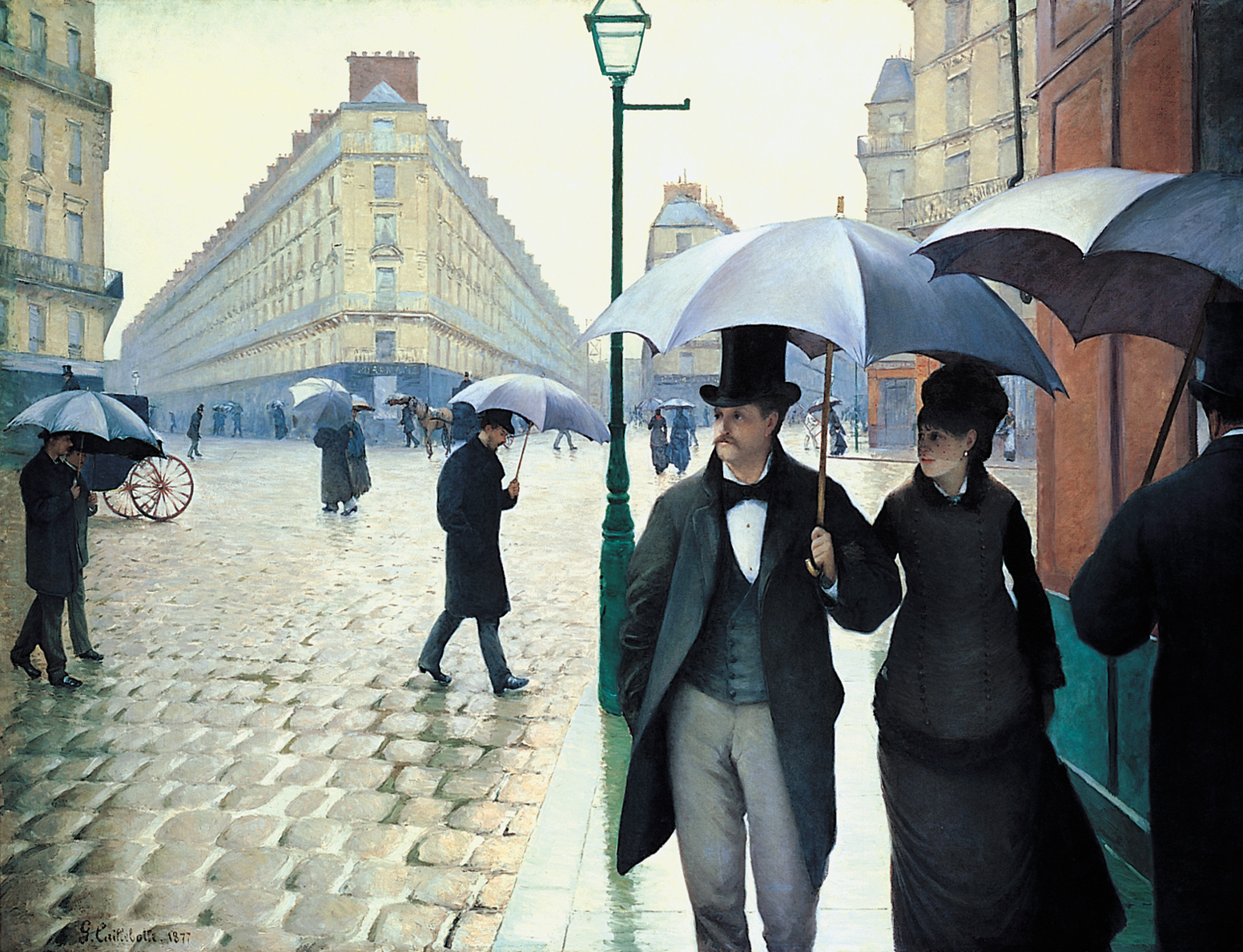
Rue de Paris ; temps de pluie
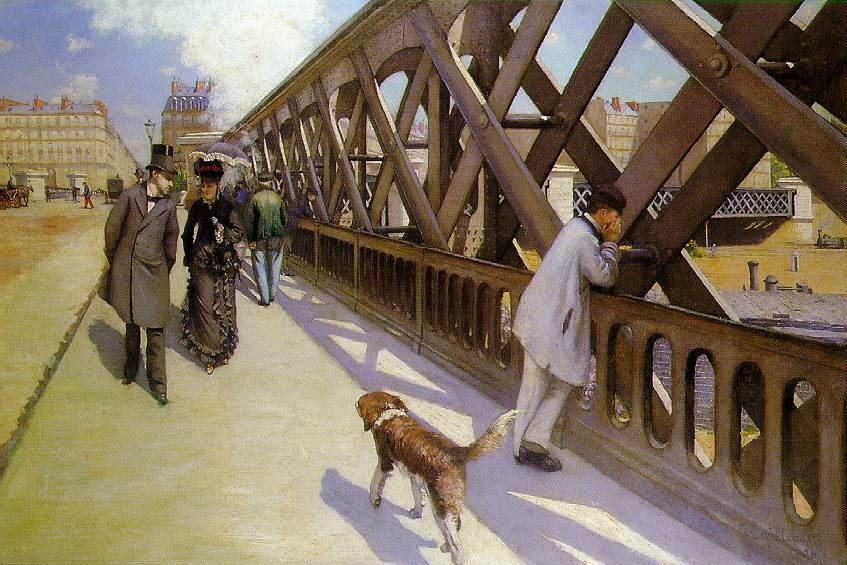
Le Pont de l'Europe
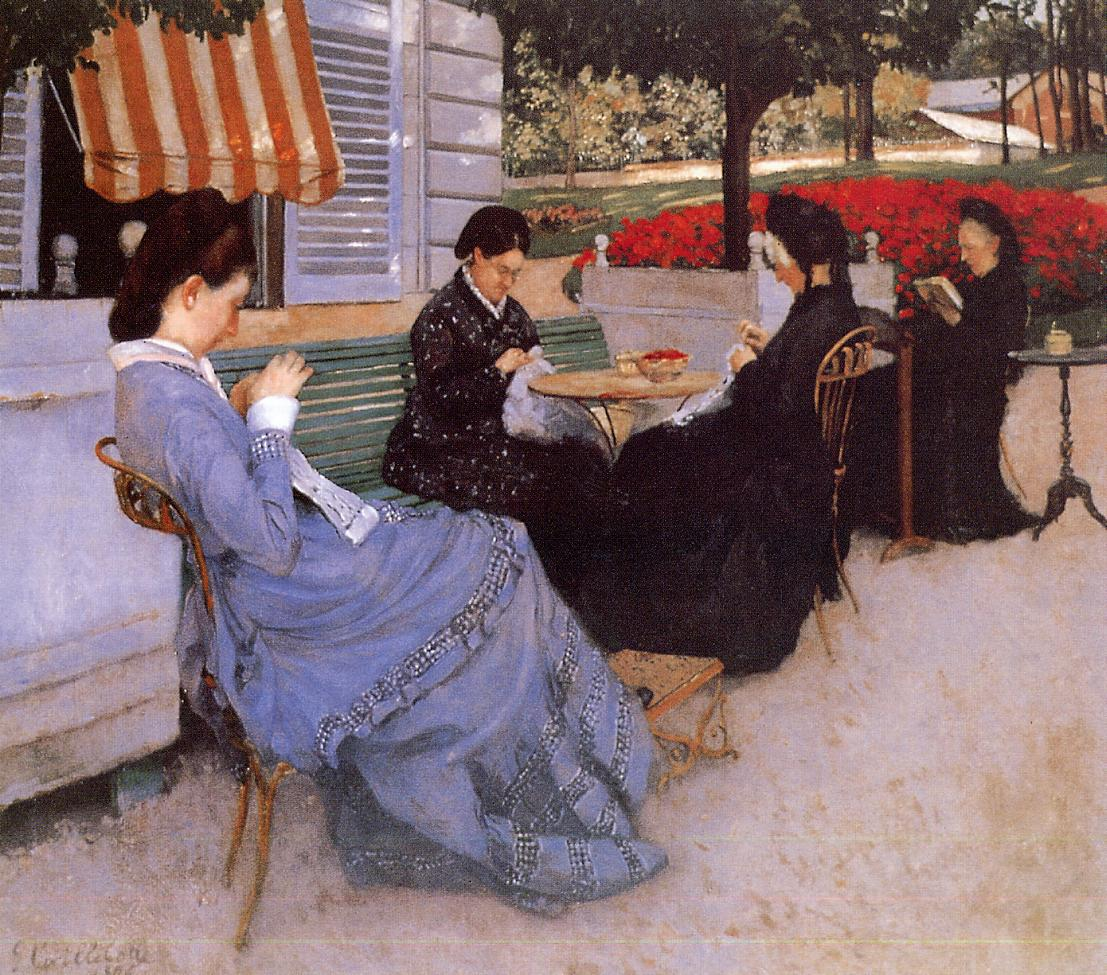
Portraits à la campagne
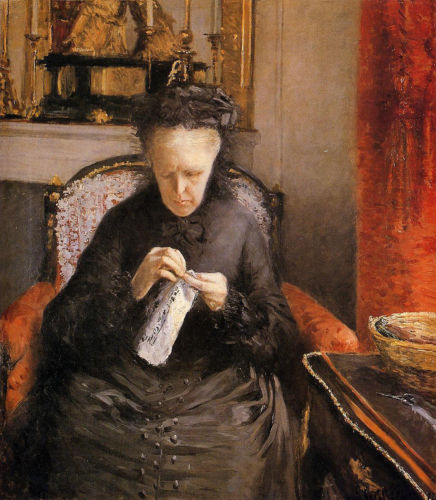
Portrait de madame C... (avk)
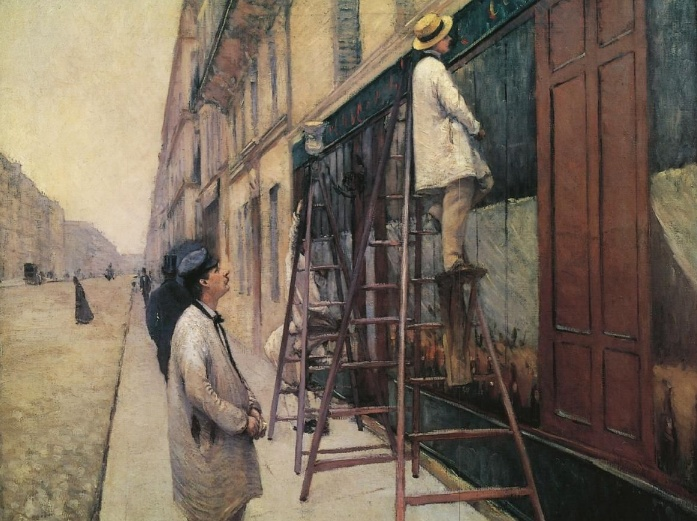
Peintres en bâtiments

### Adolphe-Félix Cals
10 tableaux :
- La Cour Saint-Siméon, à Honfleur
- Paysage, à Saint-Siméon (collection du Philadelphia Museum of Art sous le nom The Farm at Saint Simon, Honfleur[5])
- Jeune Mère
- La Rue Varin, à Honfleur
- Femmes effilant de l'étoupe (collection du musée d'Orsay sous le nom Effileuses d'étoupe[6])
- La Mère Doudoux (collection particulière)
- Femme couchée ; étude (collection particulière)
- Paysage ; soleil levant
- Jeune femme ; le matin

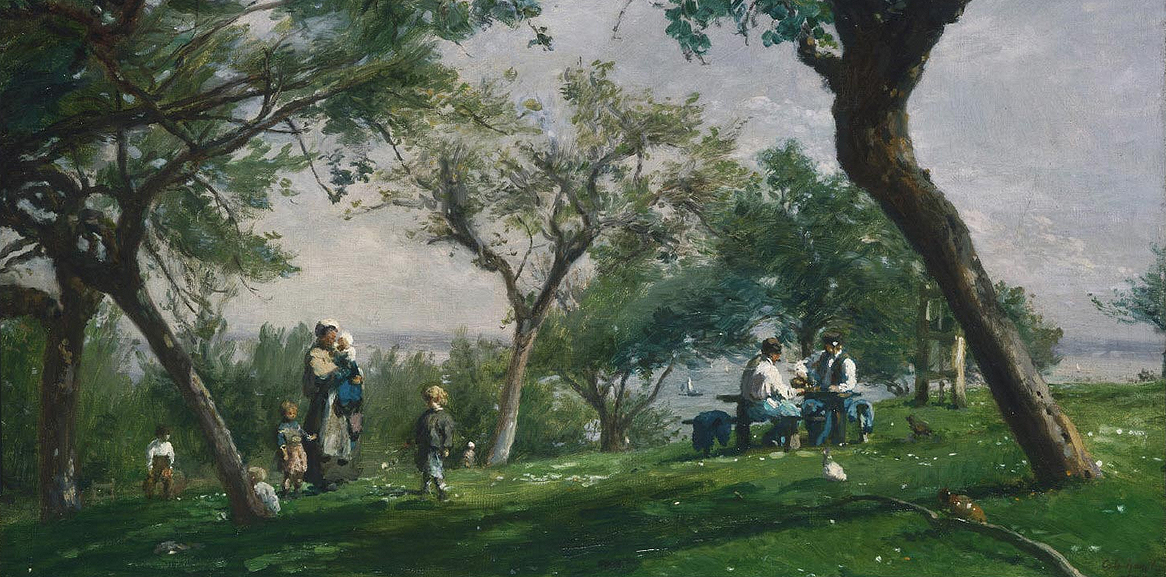
Paysage, à Saint-Siméon

### Paul Cézanne
17 œuvres (14 tableaux et 3 aquarelles) :
- Nature morte (possiblement Un dessert, collection du Philadelphia Museum of Art[8], Le Plat de pommes, collection du Metropolitan Museum of Art[9], ou Pommes et Gâteaux, collection privée, tout comme les deux tableaux suivants)
- Nature morte (cf ci-dessus)
- Nature morte (cf ci-dessus)
- Étude de fleurs (possiblement Fleurs dans un vase, collection du musée de l'Ermitage[10], ou Le Vase rococo, conservé à la National Gallery of Art[11], tout comme le tableau suivant)
- Étude de fleurs (cf ci-dessus)
- Paysage ; étude d'après nature (possiblement Marronniers et ferme au Jas de Bouffan, collection privée, La Mer à l'Estaque, collection privée en prêt à la National Gallery[12], Auvers-sur-Oise, vu des environs, collection privée, ou La Route; Le Mur d'enceinte, musée d'Art d'Auckland, tout comme les trois tableaux suivants)
- Paysage ; étude d'après nature (cf ci-dessus)
- Paysage ; étude d'après nature (cf ci-dessus)
- Paysage ; étude d'après nature (cf ci-dessus)
- Les Baigneurs ; étude, projet de tableau (collection de la fondation Barnes, sous le nom Les Baigneurs au repos[13])
- Tigre (collection particulière)
- Figure de femme; étude d'après nature (il pourrait s'agit du Portrait de Madame Cézanne, collection privée)
- Tête d'homme ; étude (Portrait de Victor Chocquet, collection particulière)
- Aquarelle ; impression d'après nature (possiblement Rochers, musée Städel[14], ou La Route montante, musée Eisei Bunko, tout comme l'aquarelle suivante)
- Aquarelle ; impression d'après nature (cf ci-dessus)
- Aquarelle ; fleurs (Fleurs et Fruits, collection privée)

Une dernière toile, Les Pêcheurs – Journée de juillet (conservée au Metropolitan Museum of Art), est exposée hors-catalogue, prêtée par Victor Chocquet.

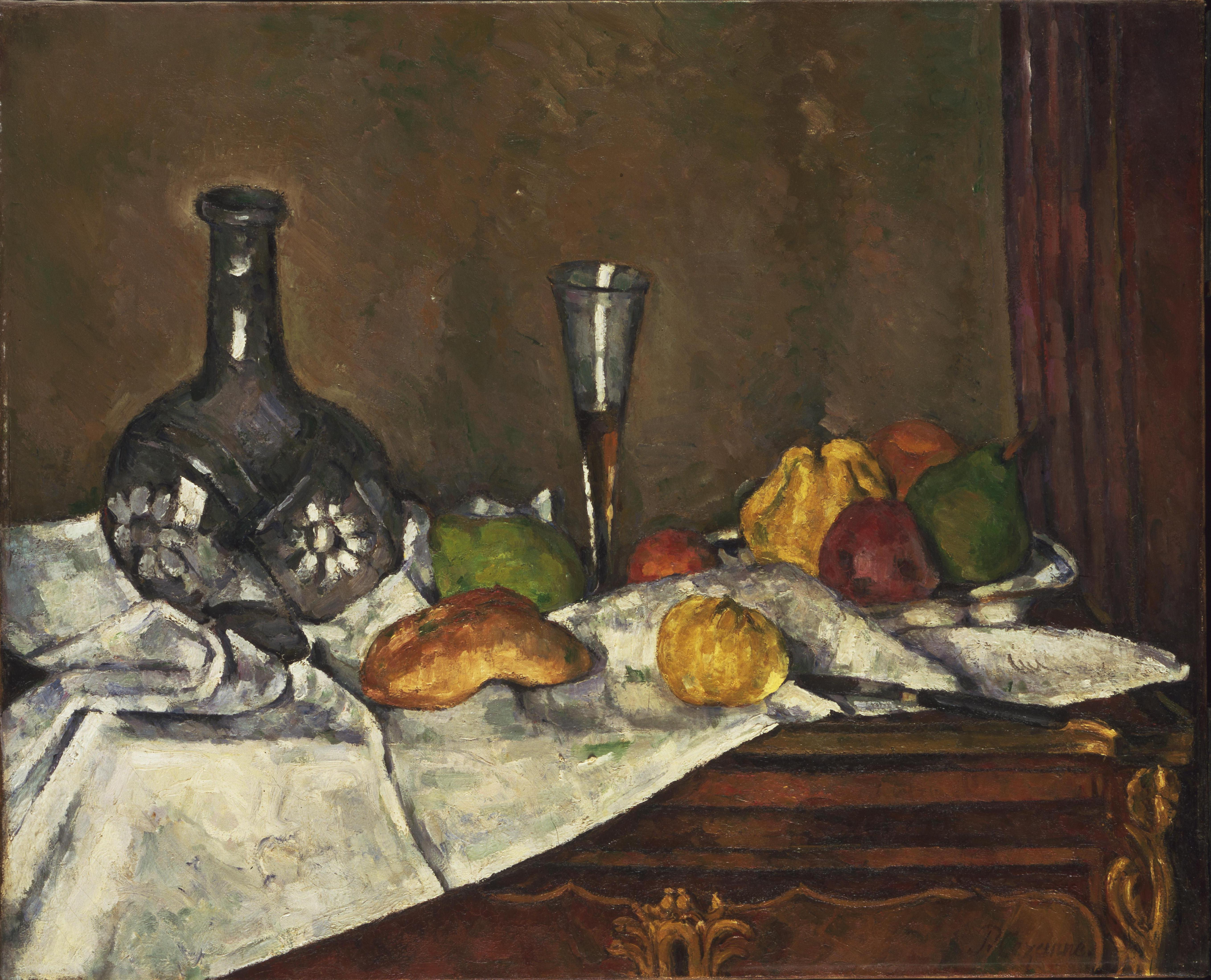
Nature morte (Un dessert)
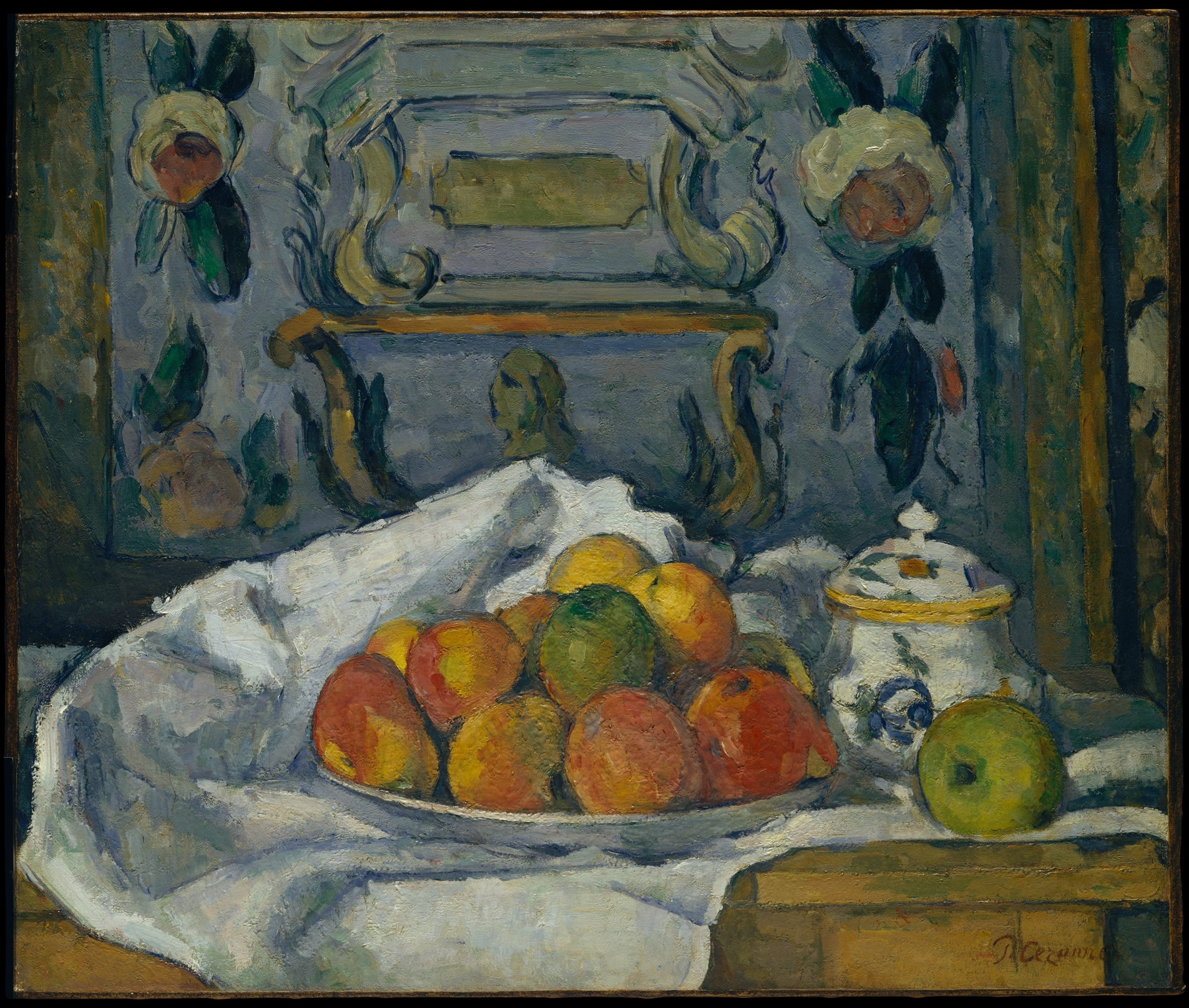
Nature morte (Le Plat de pommes)
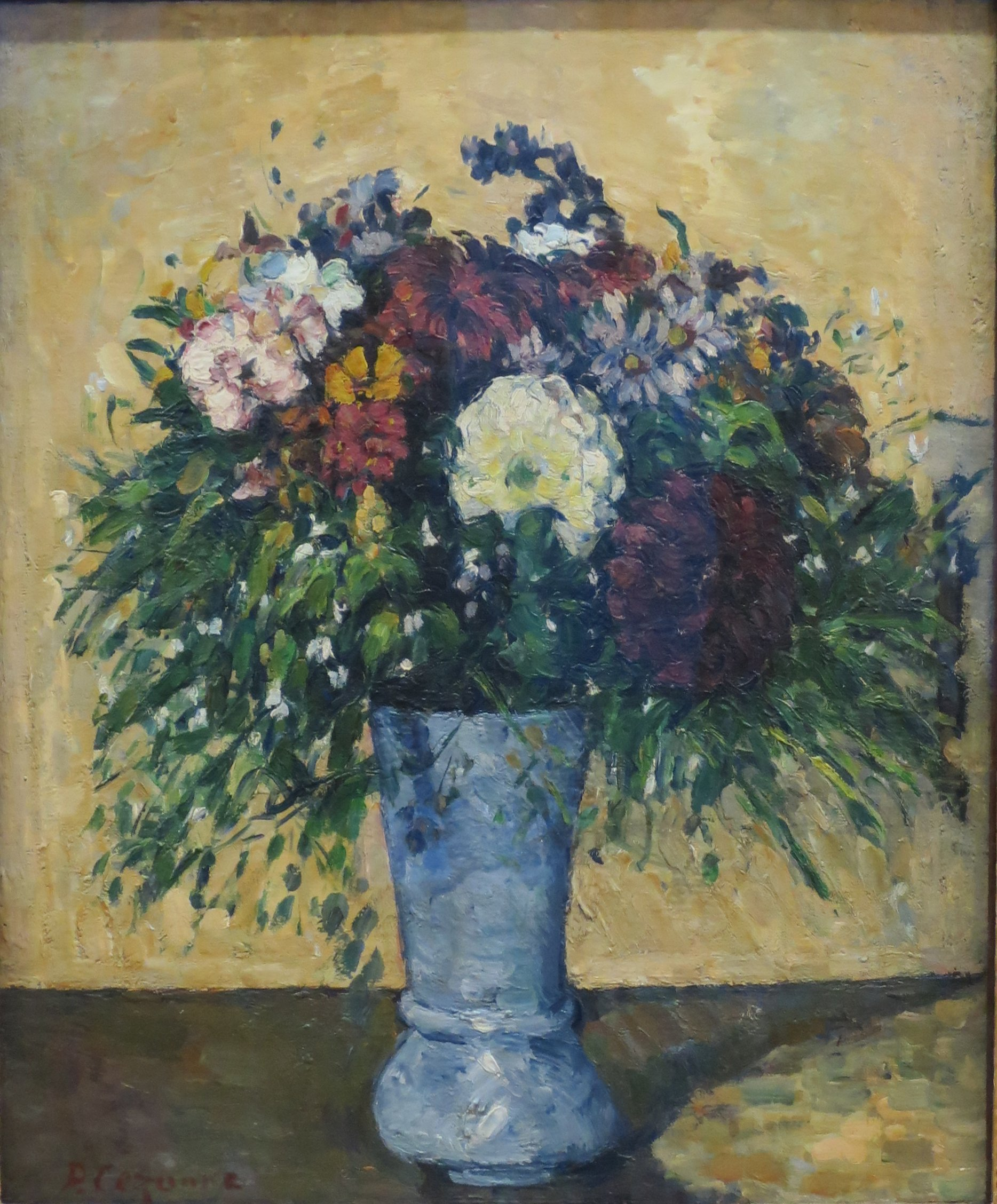
Étude de fleurs (Fleurs dans un vase)
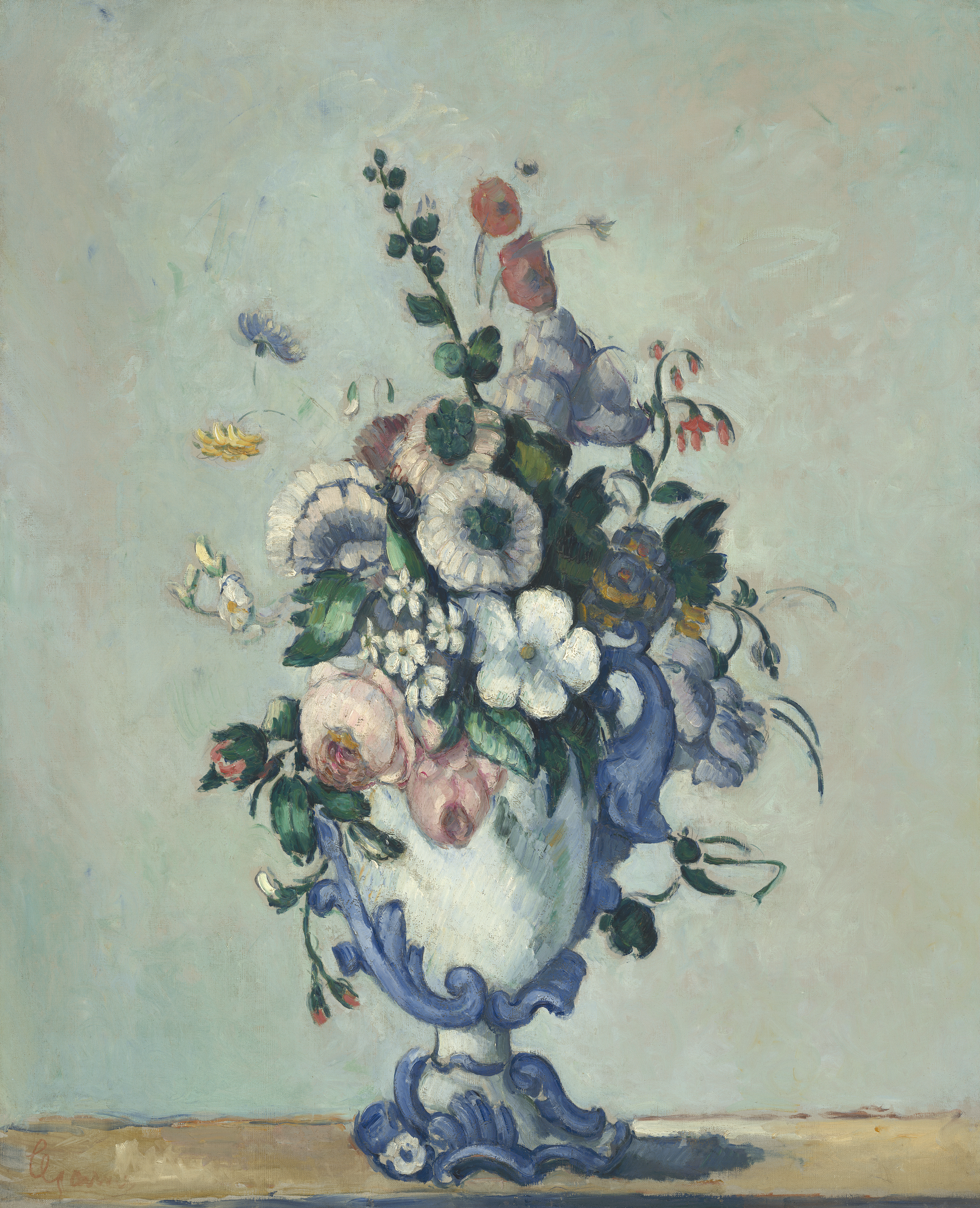
Étude de fleurs (Le Vase rococo)
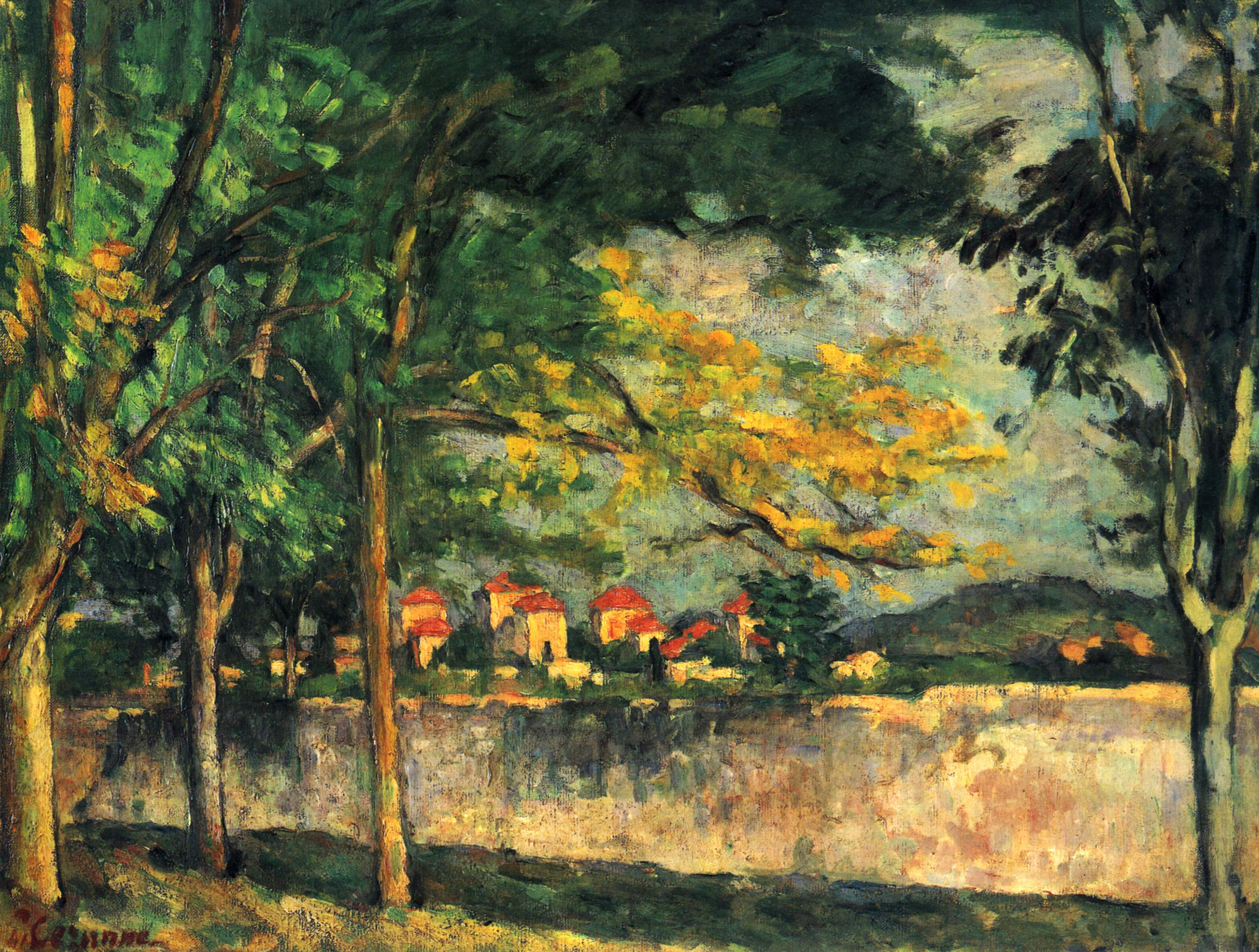
Paysage ; étude d'après nature (La Route; Le Mur d'enceinte)
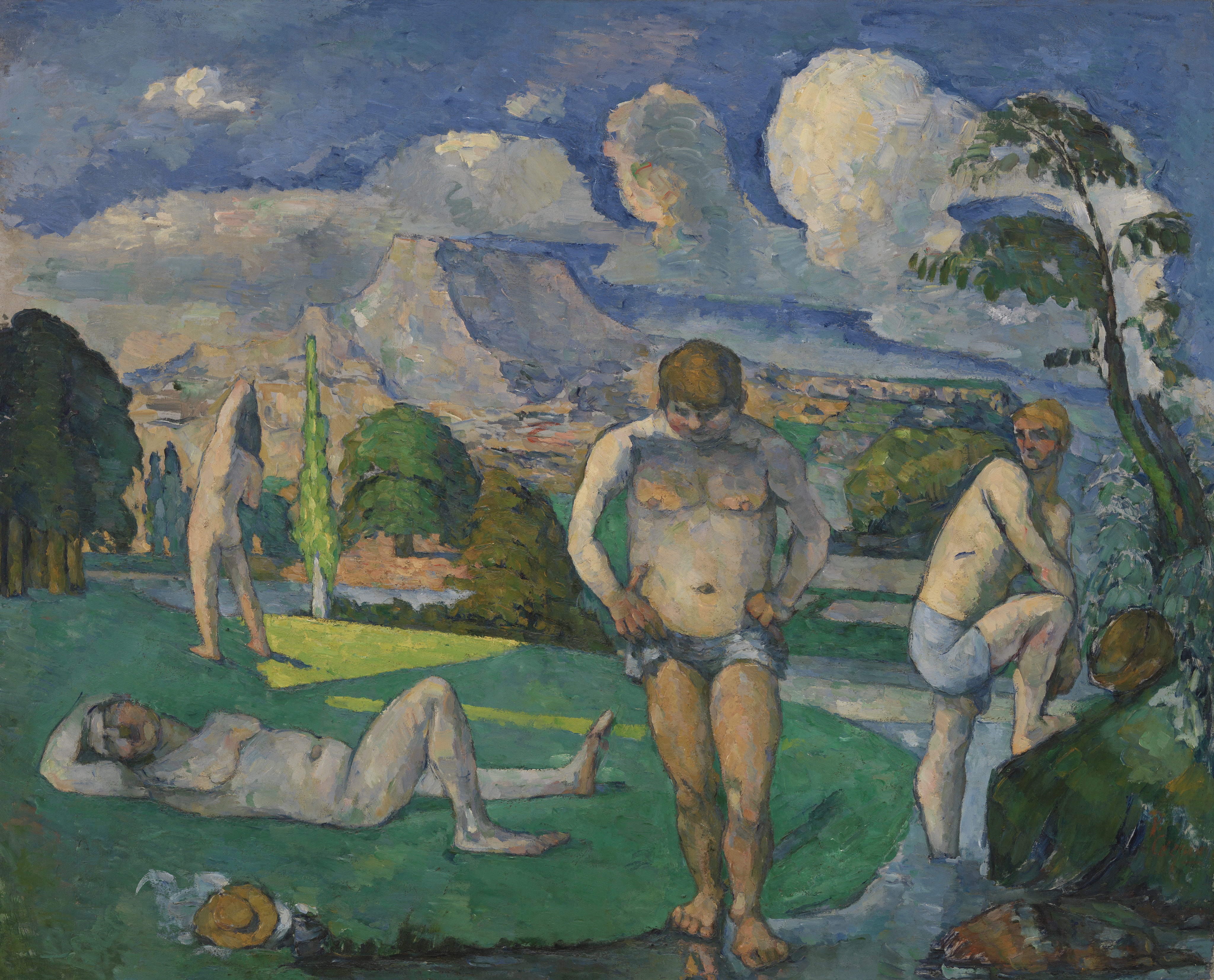
Les Baigneurs ; étude, projet de tableau
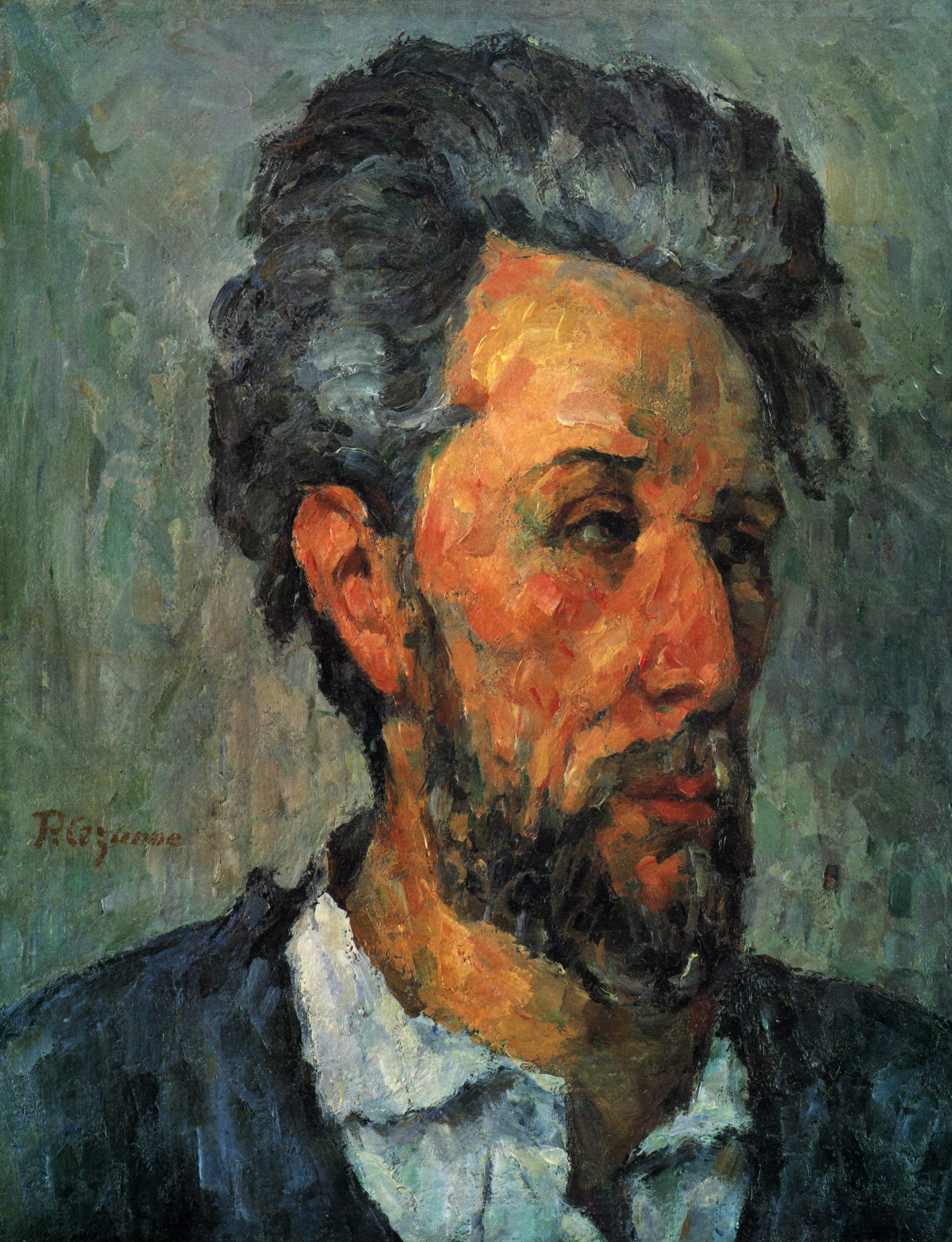
Tête d'homme ; étude (Portrait de Victor Chocquet)

### Frédéric Samuel Cordey
4 œuvres :
- Rue, à Montmartre
- Le Pont des Saints-Pères
- Le Séchoir (Chantilly)
- Pêcheur (esquisse)

### Edgar Degas
24 œuvres :
- Femmes devant un café, le soir (pastel ; collection du musée d'Orsay sous le titre Femmes à la terrasse d'un café le soir[2])
- École de danse
- Ballet
- Danseuse, un bouquet à la main (pastel ; collection du musée d'Orsay sous le titre Fin d'arabesque[2])
- Danseuses à la barre (collection du Metropolitan Museum of Art[16])
- Chanteuse de café-concert
- Café-concert
- Café-concert
- Femme sortant du bain (pastel ; collection du musée d'Orsay[17])
- Femme prenant son tub le soir
- Choristes (pastel ; collection du musée d'Orsay[18])
- Classe de danse
- Portrait de monsieur H. R... (Henri Rouart ; collection du Carnegie Museum of Art[19])
- Bains de mer ; petite fille peignée par sa bonne (collection de la National Gallery[20])
- Petites filles du pays se baignant dans la mer à la nuit tombante (collection privée)
- Coulisses de théâtre
- Portrait
- Portrait
- Billard
- Cabinet de toilette (pastel ; collection du musée d'Orsay sous le titre Femme nue accroupie de dos[21])
- Ballet (également nommé L'Étoile ; pastel ; collection du musée d'Orsay[22])
- Dessins faits à l'encre grasse et imprimés
- Dessins faits à l'encre grasse et imprimés
- Dessins faits à l'encre grasse et imprimés
- Répétition de ballet (possiblement dans la collection du musée d'art Nelson-Atkins[23] ou du Metropolitan Museum of Art[24])

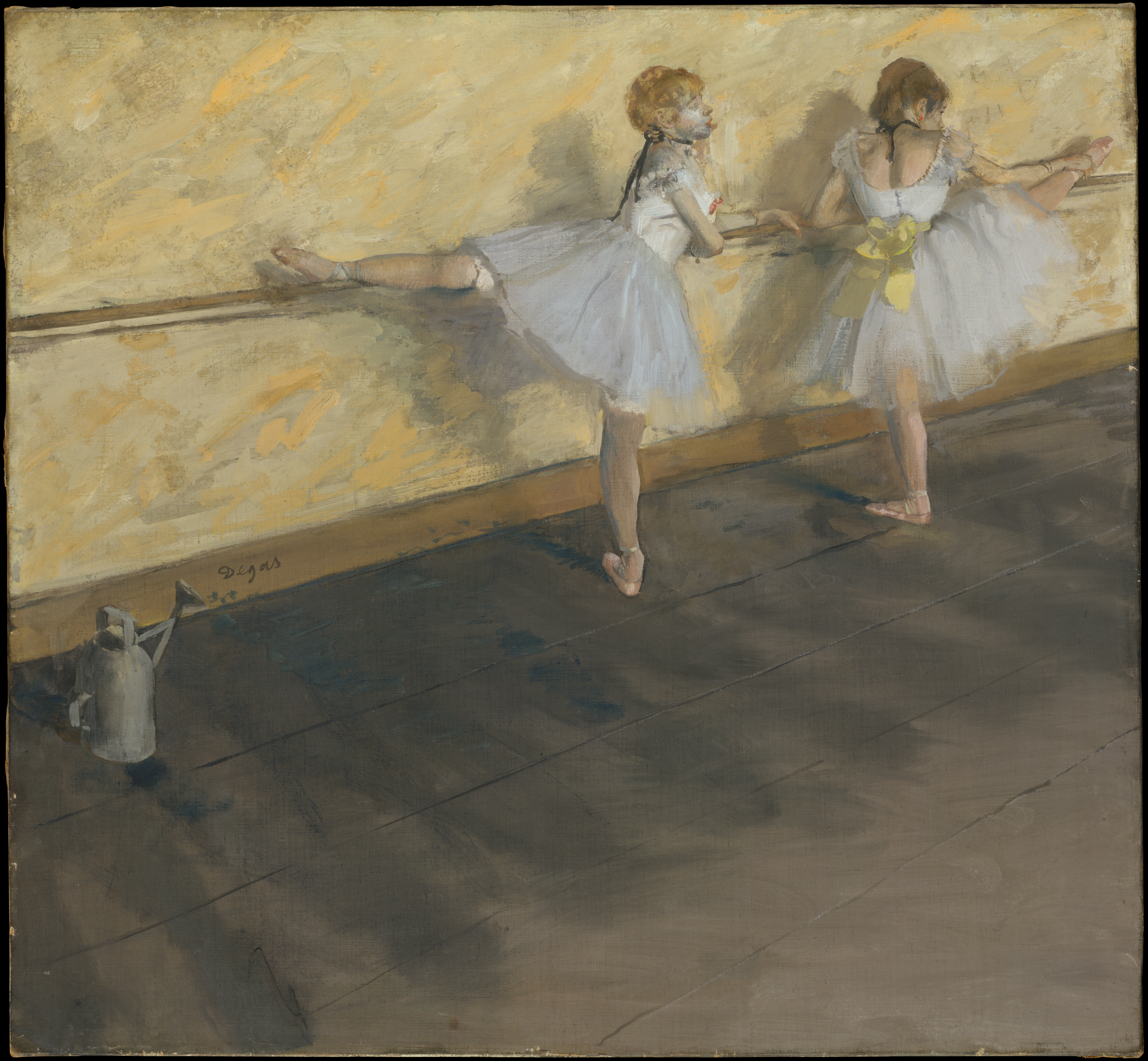
Danseuses à la barre
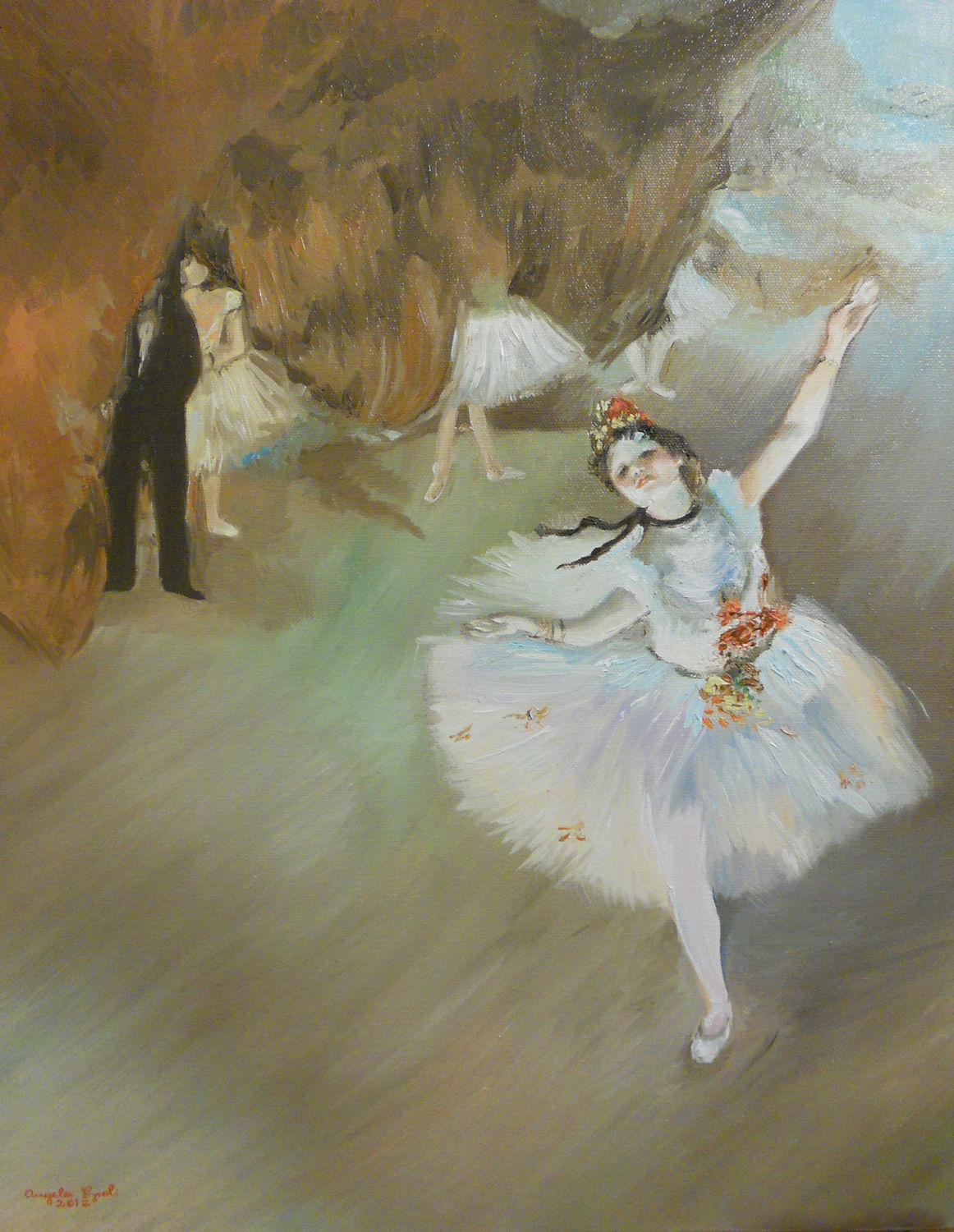
Ballet (L'Étoile)
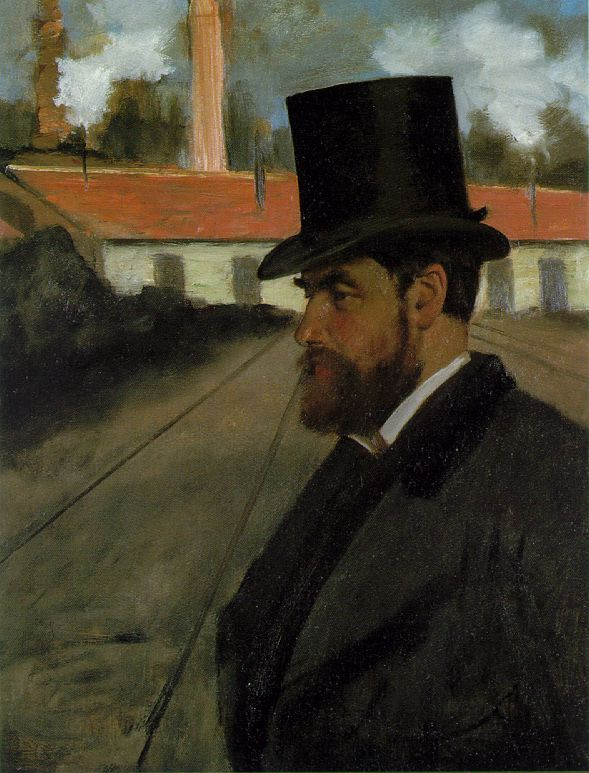
Portrait de monsieur H. R...

### Jacques-François
Jacques-François serait le pseudonyme d'une femme peintre qui expose également l'année précédente lors de la 2e exposition ; elle disparaît après la 3e exposition. 2 tableaux :
- Portrait de madame B...
- À Vêpres

### Armand Guillaumin
12 œuvres :
- Le Parc d'Issy en automne
- Route de Clamart à Issy
- Viaduc de Fleury
- Rue de Saint-Cloud, à Clamart
- Lavoir, à Billancourt
- Le Parc d'Issy
- Le Coteau de Meudon
- Le Val Fleury
- Rue de Trosy, à Clamart
- Femme couchée (collection du musée d'Orsay sous le nom Femme nue couchée[26])
- Le Parc d'Issy
- Rue, à Clamart

### Franc-Lamy
4 œuvres :
- Une rue, à Évreux
- Une place, à Évreux
- Coucher de soleil à Montmartre
- Plein soleil à Montmartre

### Léopold Levert
6 œuvres :
- Paysage du Limousin
- Étude à Malesherbes
- Route sur le plateau de Fontenay
- Sablonnière, forêt de Fontainebleau
- Étude de forêt
- Moulin de Touviaux

### Alphonse Maureau
4 œuvres :
- La Place Pigalle
- Bords de la Seine
- Bords de la Seine
- Animaux

### Claude Monet
30 toiles dont 8 tableaux de la série La Gare Saint-Lazare :
- La Prairie
- La Mare à Montgeron (possiblement l'Étang à Montgeron, collection du musée de l'Ermitage[27] ou son étude, Coin d'étang à Montgeron[28])
- Paysage d'automne
- Les Dalhias (Montgeron)
- Dans la prairie
- Les Tuileries (collection du musée Marmottan Monet[29])
- Paysage : le parc Monceau (collection du Metropolitan Museum of Art[30])
- Arrivée du train de Normandie, gare Saint-Lazare (collection de l'Art Institute of Chicago[31])
- Le Pont de Rome (gare Saint-Lazare) (collection du musée Marmottan Monet[32])
- Portrait d'enfant (collection particulière)
- La Gare Saint-Lazare, arrivée d'un train (collection du Fogg Art Museum[33])
- Les Dindons (décoration alors non terminée ; collection du musée d'Orsay[34])
- Vue intérieure de la gare Saint-Lazare (collection du musée d'Orsay sous le titre La Gare Saint-Lazare[35])
- La Maison du passeur à Argenteuil (détruit dans un incendie vers 1950)
- Marine (Argenteuil) (collection particulière)
- Les Tuileries ; esquisse (collection du musée d'Orsay[36])
- Corbeille de fleurs
- La Plaine de Gennevilliers
- Effet d'automne à Montgeron
- Le Châlet
- Marine (Sainte-Adresse) (possiblement La Cabane de Sainte-Adresse, collection du musée d'Art et d'Histoire de Genève[37])
- Le Grand Quai au Havre (esquisse) (collection du musée de l'Ermitage[38])
- Un jardin
- Un jardin
- Portrait (collection particulière)
- Intérieur d'appartement (collection du musée d'Orsay sous le titre Un coin d'appartement[39])
- Intérieur de la gare Saint-Lazare, à Paris
- Intérieur de la gare Saint-Lazare, à Paris
- Intérieur de la gare Saint-Lazare, à Paris
- Le Jardin des Tuileries (collection particulière)

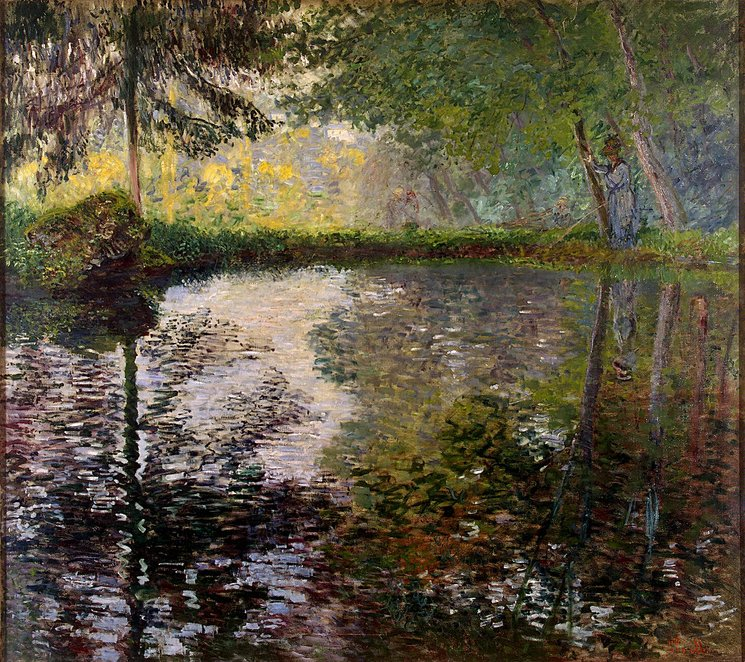
La Mare à Montgeron
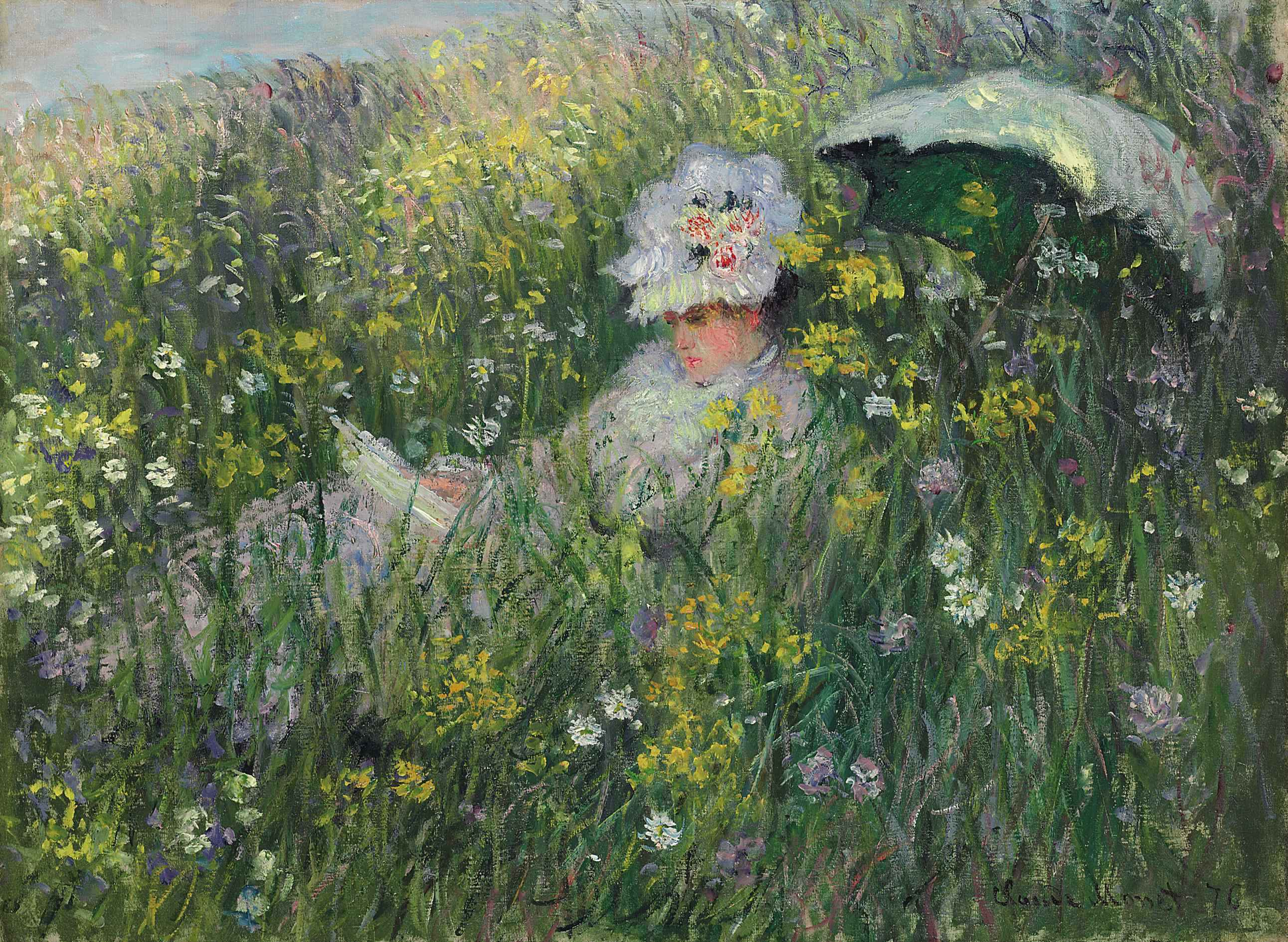
Dans la prairie
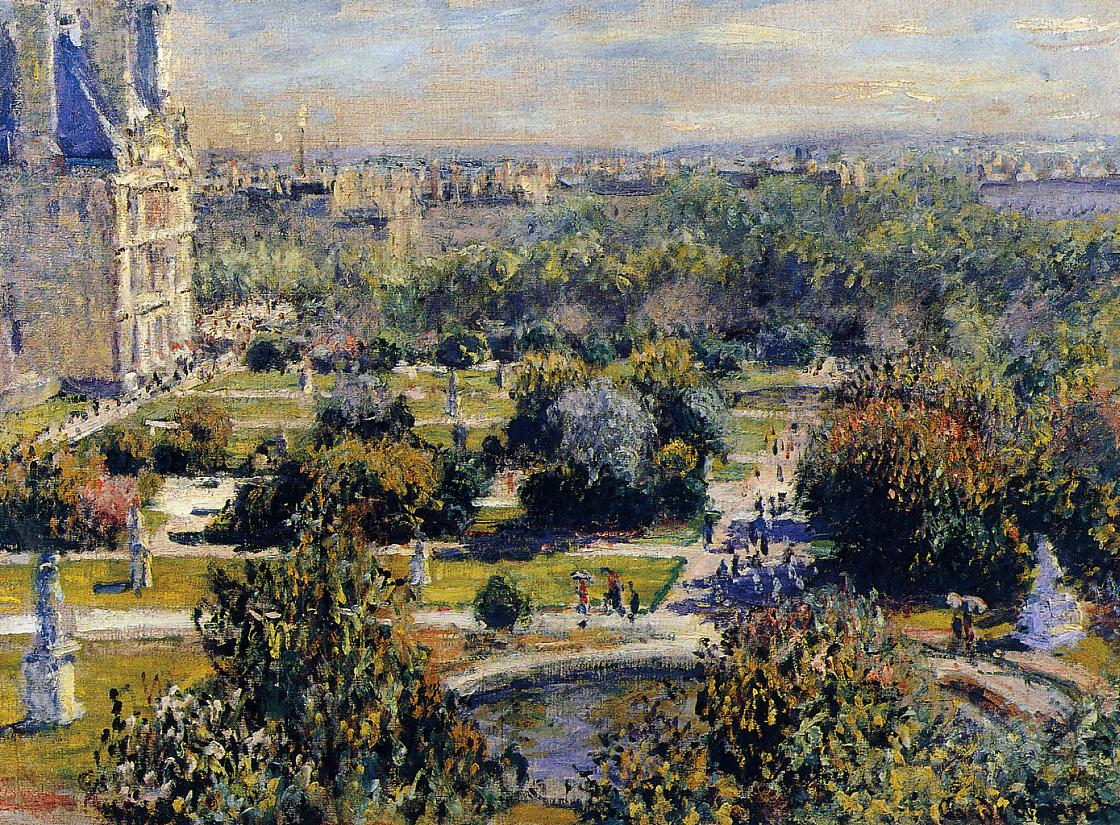
Les Tuileries
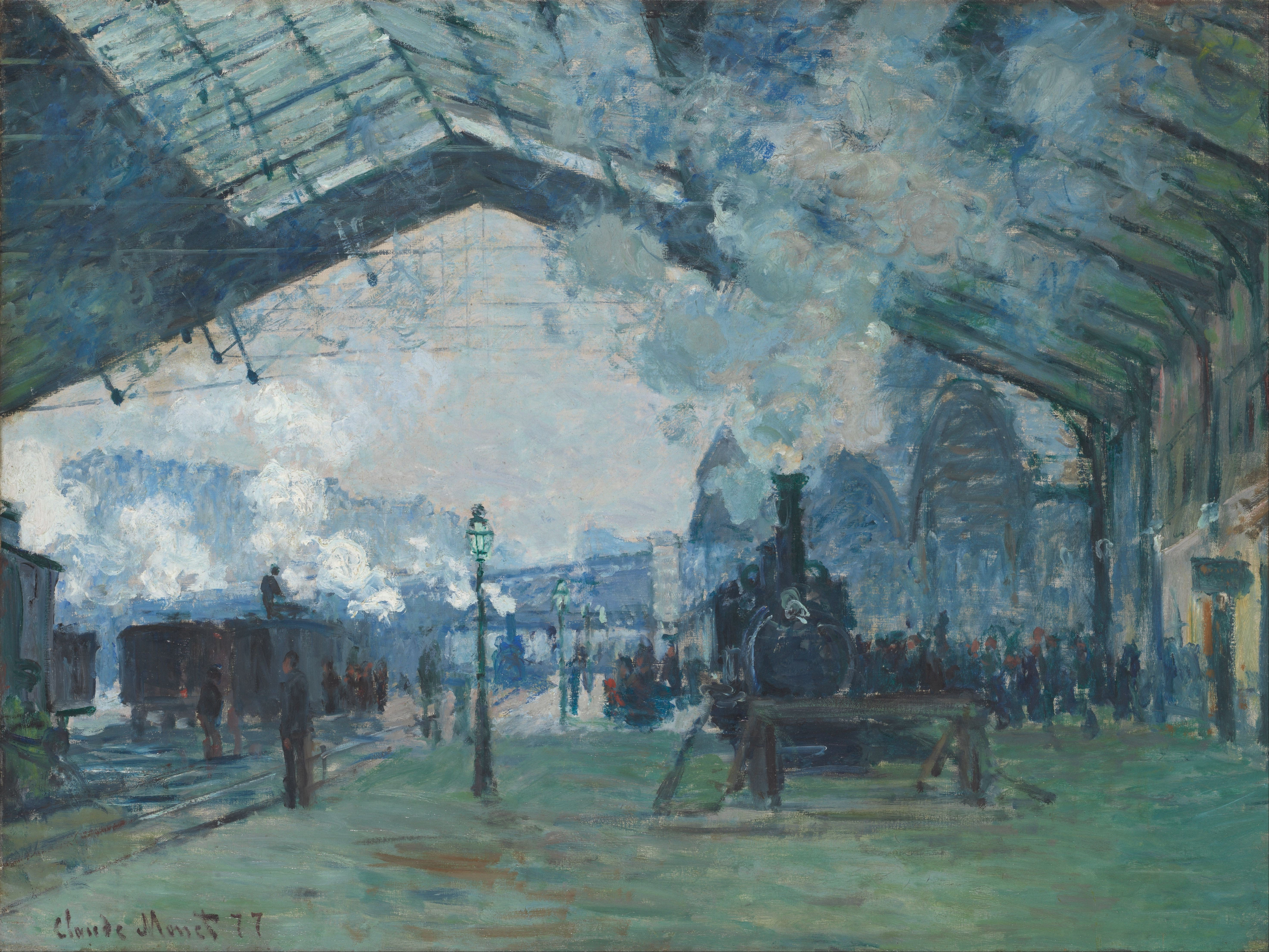
Arrivée du train de Normandie, gare Saint-Lazare
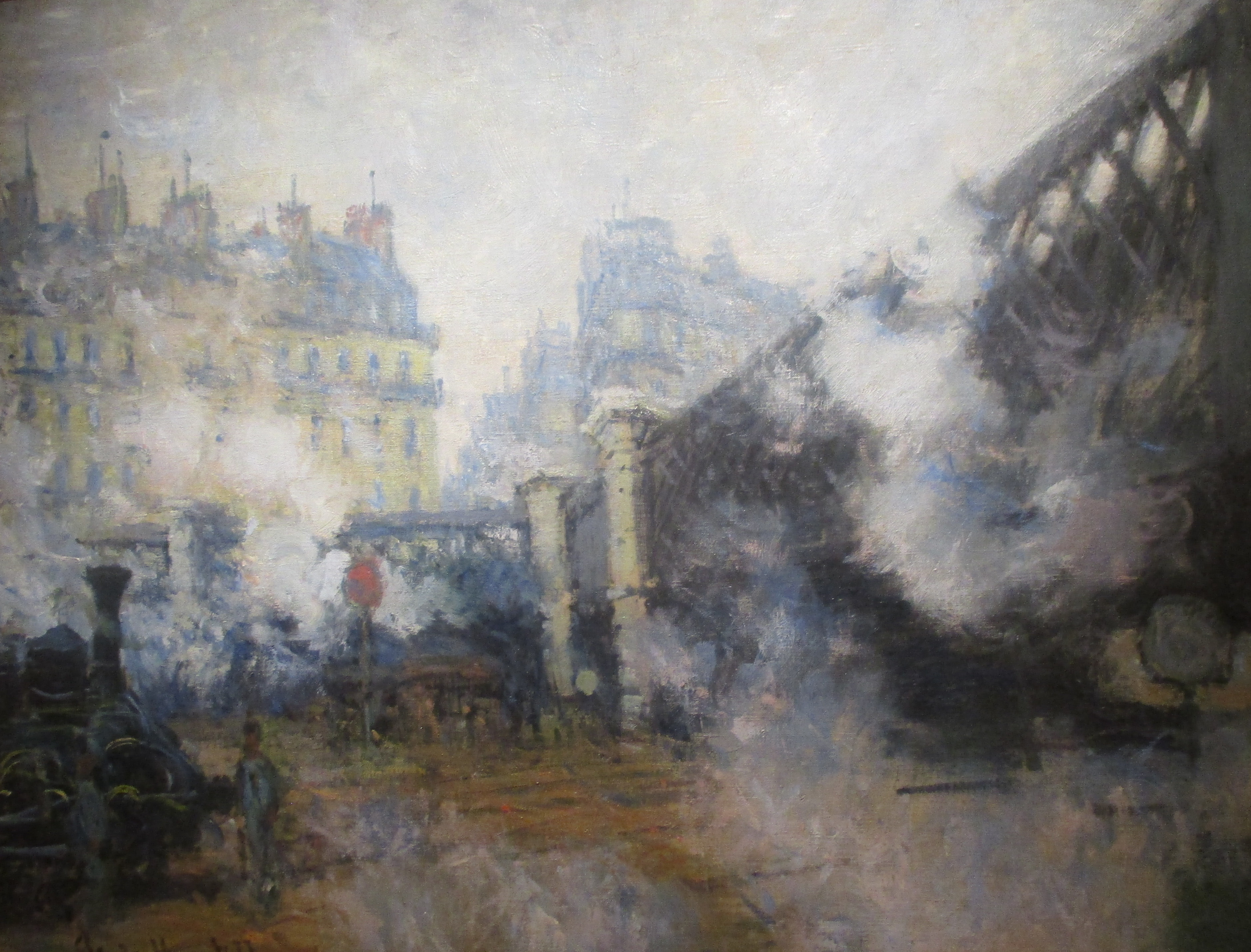
Le Pont de Rome (gare Saint-Lazare)
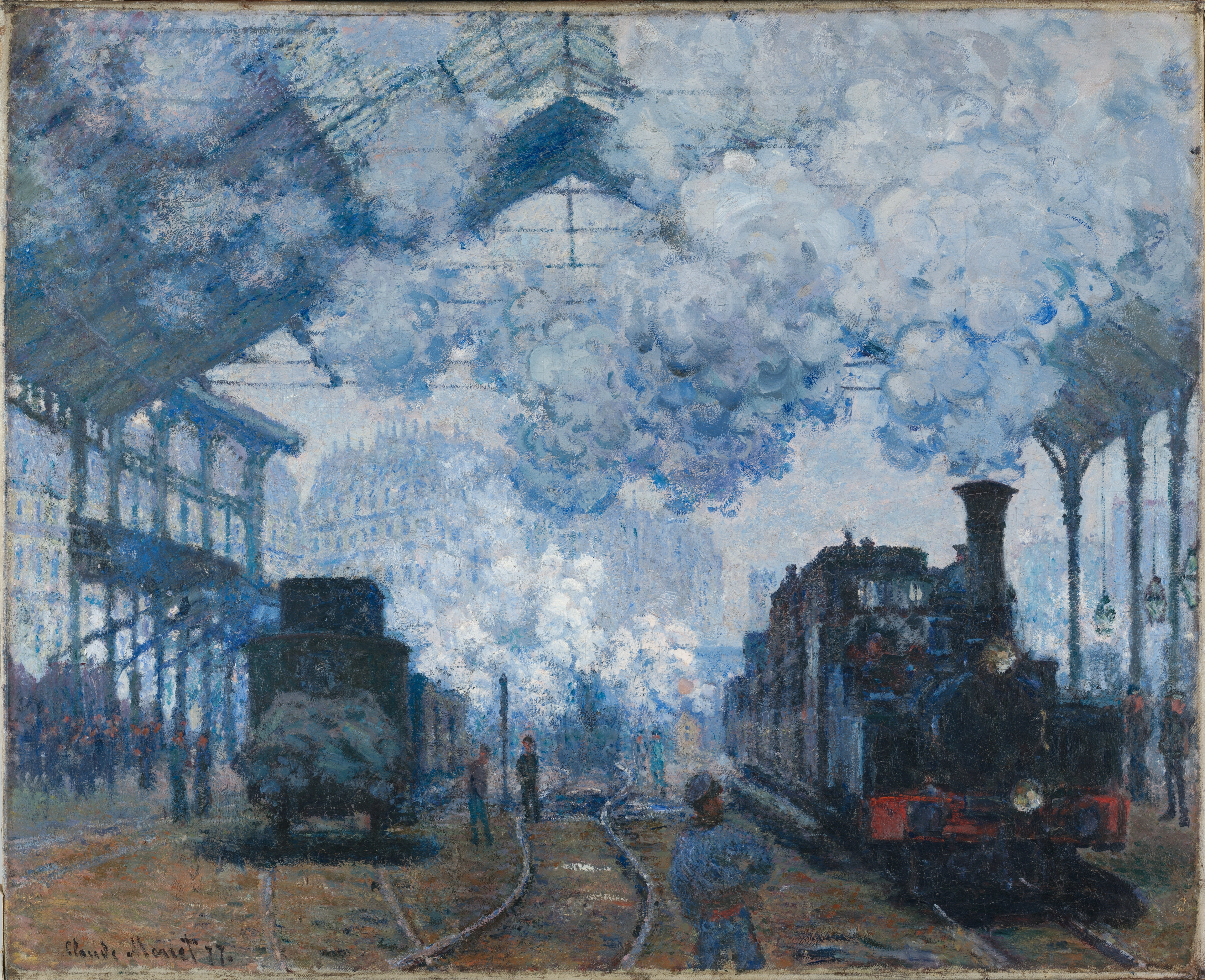
La Gare Saint-Lazare, arrivée d'un train
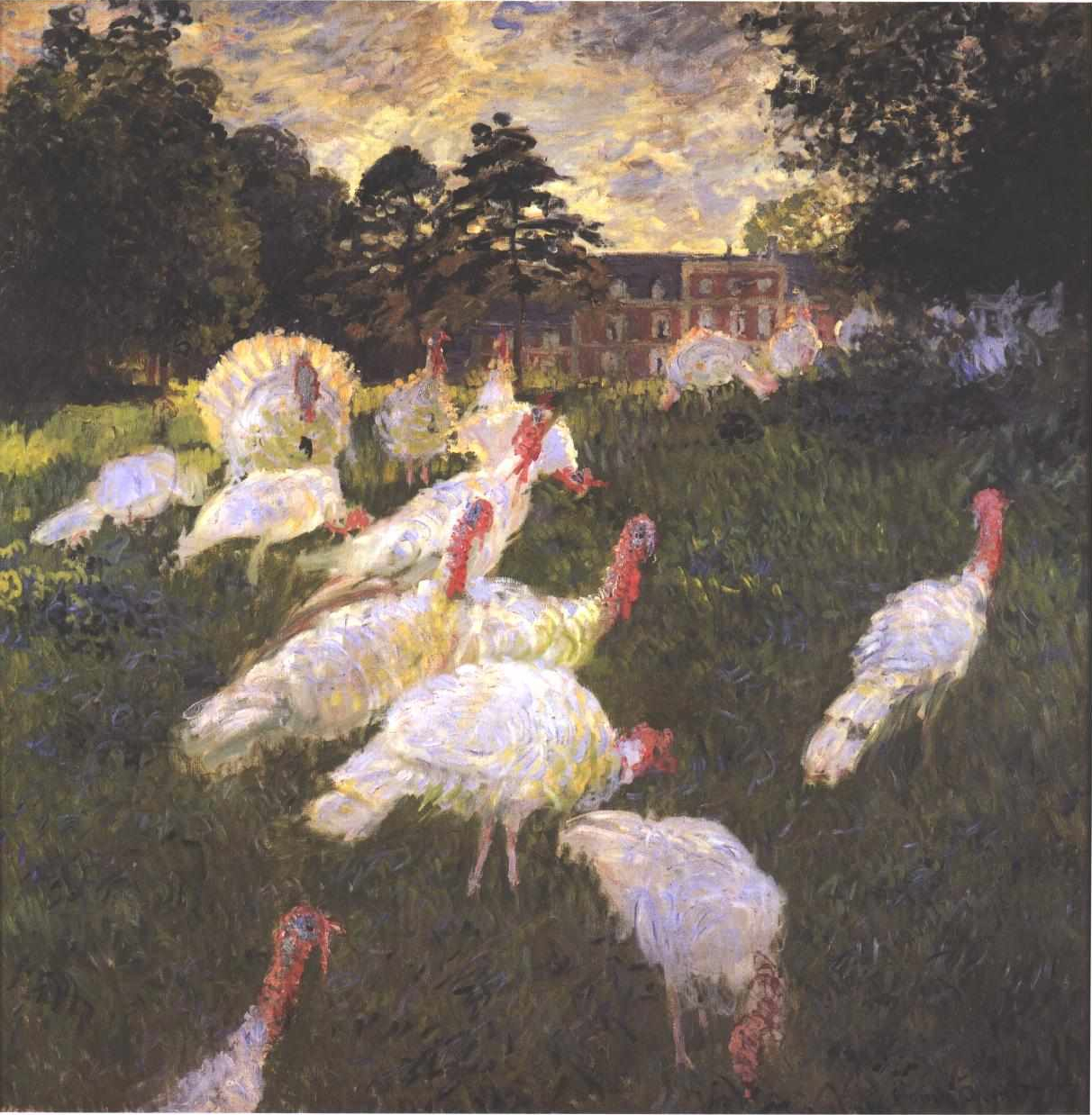
Les Dindons
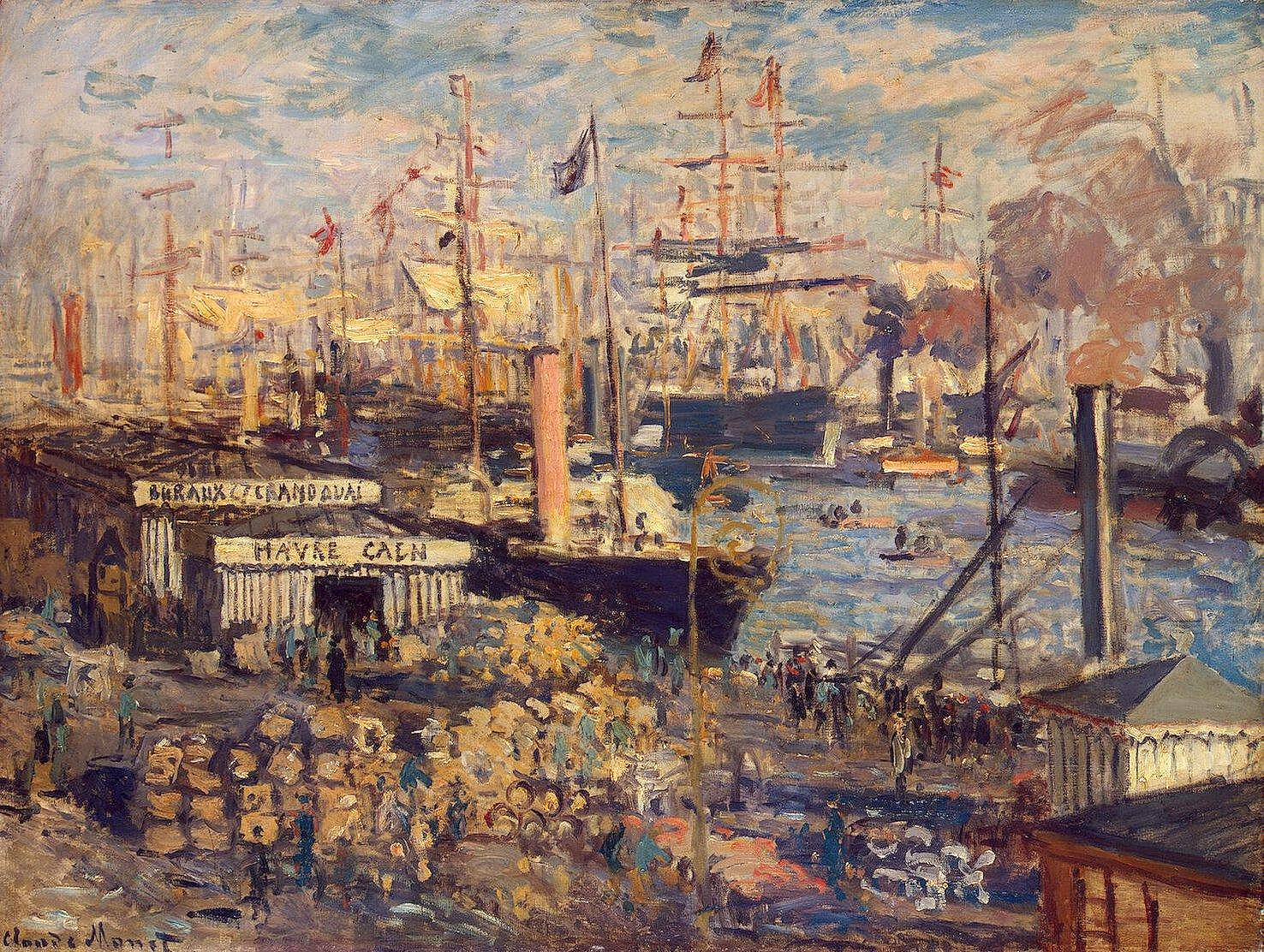
Le Grand Quai au Havre

### Berthe Morisot
12 œuvres :
- Tête de jeune fille (collection particulière, généralement connu sous le titre Femme à l'éventail)
- La Psyché (collection du musée Thyssen-Bornemisza[40])
- La Terrasse
- Jeune Femme à sa toilette
- L'Amazone
- Pastel (collection du musée d'art Nelson-Atkins sous le titre Daydreaming[41])
- Vue de la Tamise (pastel)
- Aquarelle
- Aquarelle
- Aquarelle
- Dessin
- Dessin

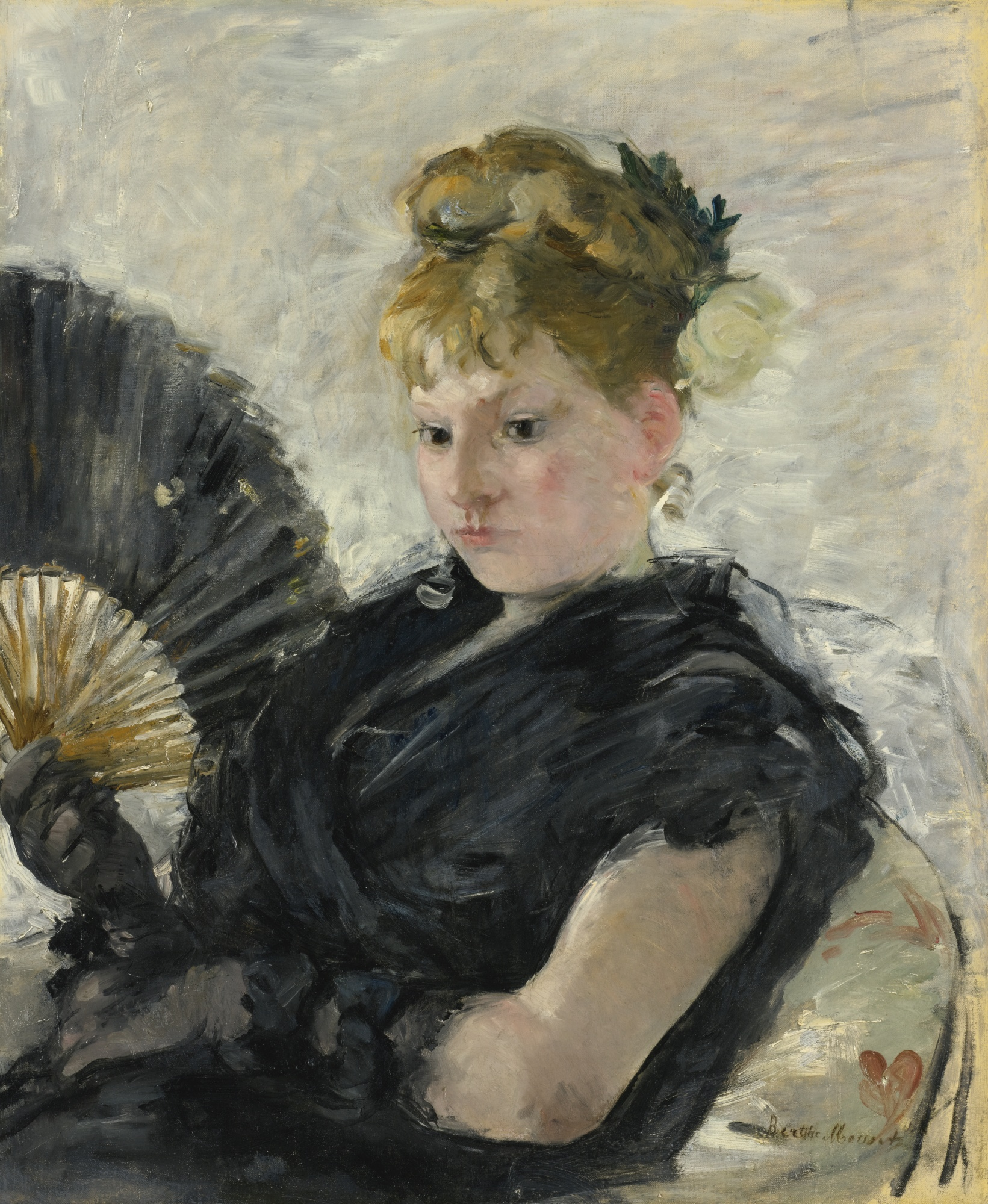
Tête de jeune fille
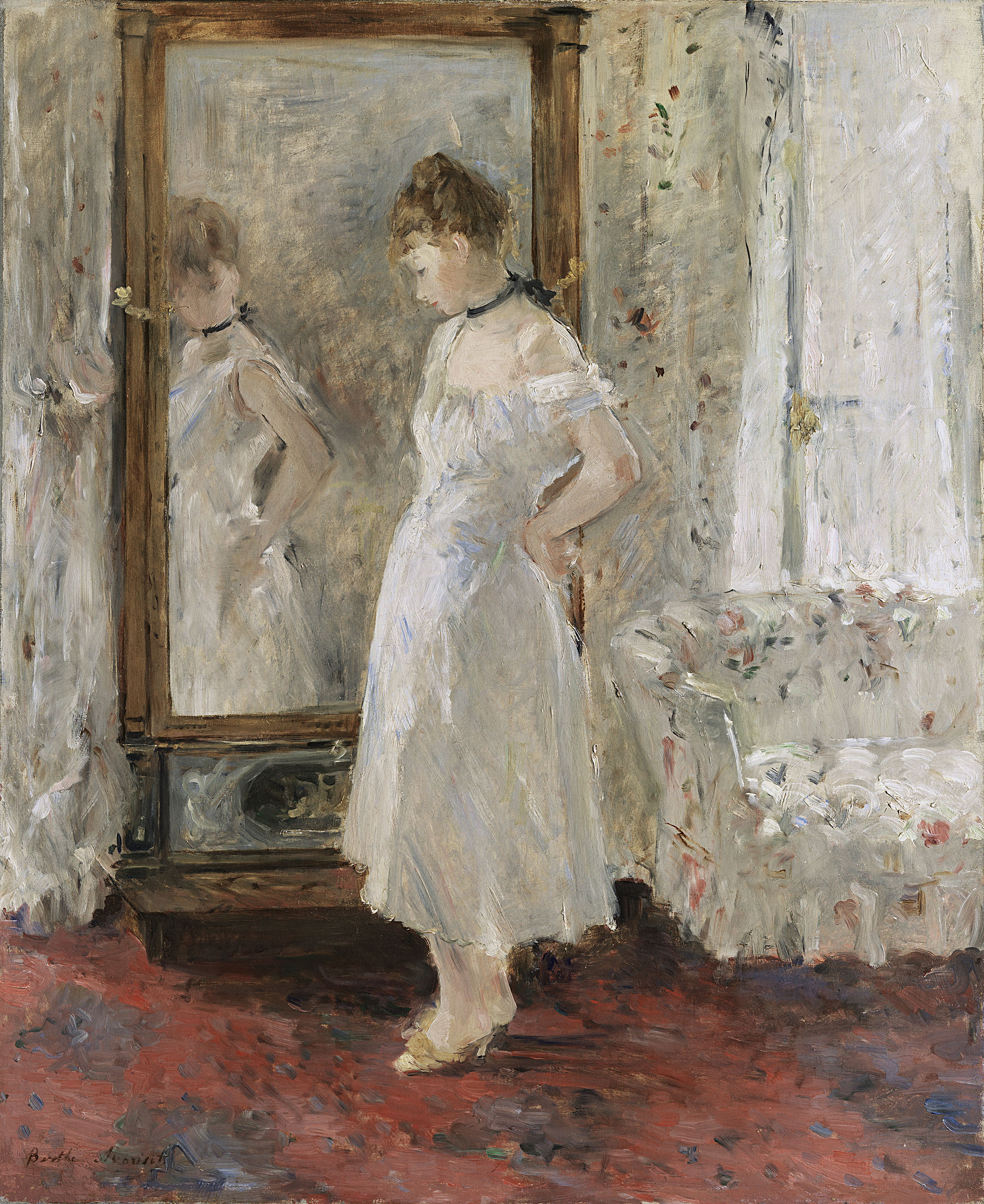
La Psyché
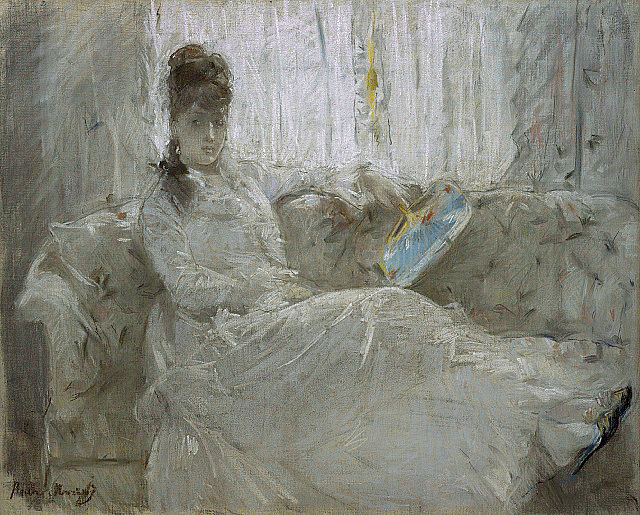
Pastel (Rêverie)

### Ludovic Piette
31 œuvres :
- Le Marché de la place de l'Hôtel-de-Ville, à Pontoise (peut-être dans la collection du musée Tavet-Delacour)
- Marché de Pontoise, place du Grand-Martroy (peut-être dans la collection du musée Tavet-Delacour)
- Marché de Pontoise, place du Grand-Martroy (peut-être dans la collection du musée Tavet-Delacour)
- Marché aux porcs à Lassay (effet de neige)
- Cour de l'hôtel de Cluny, à Paris
- Marché aux volailles, au Mans (collection particulière)
- Marché aux légumes, à Pontoise (peut-être dans la collection du musée Tavet-Delacour[42])
- Fin de marché, à Lassay
- L'Arrivée au marché (effet de neige)
- Fête de l'hermitage, à Pontoise
- Vieilles Halles, à Lassay
- Fleurs
- Fleurs
- Marché aux vaches, place des Jacobins, au Mans (collection particulière)
- Prairie ; crépuscule (aquarelle)
- Rue, à Lassay ; neige fondante (aquarelle)
- Fête des Fossés, à Pontoise (aquarelle)
- Cirque forain (aquarelle)
- Marché aux porcs, à Lassay (aquarelle)
- Vue de Cluny, à Paris (aquarelle)
- Vue de Pontoise (aquarelle ; peut-être dans la collection du musée Tavet-Delacour)
- Jardin de la Ville, au Mans (aquarelle)
- Fête de l'hermitage à Pontoise (aquarelle)
- Fenaison (aquarelle)
- Jardin (aquarelle)
- Bois en automne (aquarelle)
- Chute des feuilles (aquarelle)
- Givre (aquarelle)
- Battage du grain à la mécanique (aquarelle)
- Fenaison (aquarelle)
- Fauche des foins (aquarelle)

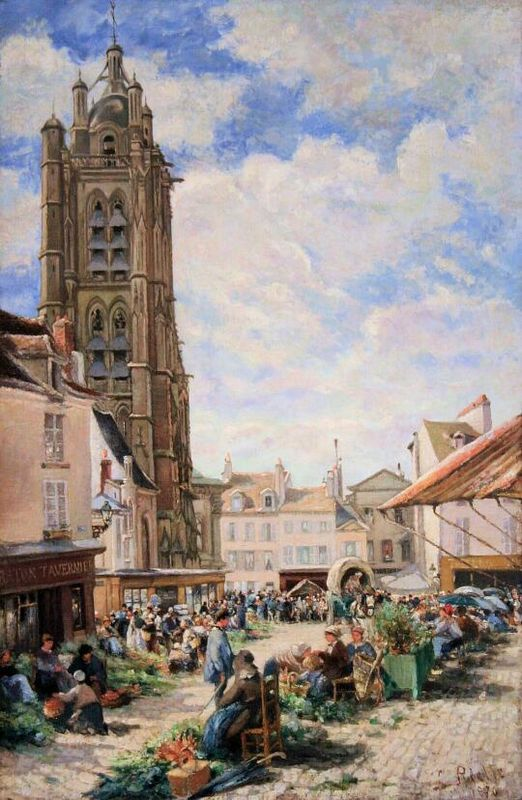
Pontoise, le marché, place du Petit Martroy, possiblement exposé sous le titre Marché aux légumes, à Pontoise

### Camille Pissarro
22 œuvres :
- Côte Saint-Denis à Pontoise (collection du musée d'Orsay sous le titre Les Toits rouges, coin de village, effet d'hiver[43])
- Le Verger, côte Saint-Denis, à Pontoise
- Sous bois, côte Saint-Denis, à Pontoise
- Jardin des Mathurins, à Pontoise (nl) (collection du musée d'art Nelson-Atkins[44])
- Coin du jardin des Mathurins, à Pontoise
- Verger de Montbuisson
- Vue de Saint-Ouen-l'Aumône
- La Plaine d'Épluches (arc-en-ciel) (collection du musée Kröller-Müller sous le titre L'Arc-en-ciel, Pontoise[45])
- Bord de l'Oise en automne
- Bord de l'Oise, route d'Auvers
- Place de l'Hermitage à Pontoise
- Grand Poirier, à Montbuisson (collection particulière)
- Paysage avec ruine (automne)
- Bord de l'Oise, marine
- Basse-cour. Pluie
- Vue de l'hermitage
- La Moisson (ca) (ou La Moisson à Montfoucault ; collection du musée d'Orsay[46])
- Allée sous bois, à Montfoucault
- Une friche, à Montfoucault
- Paysage
- La Plaine, à Pontoise

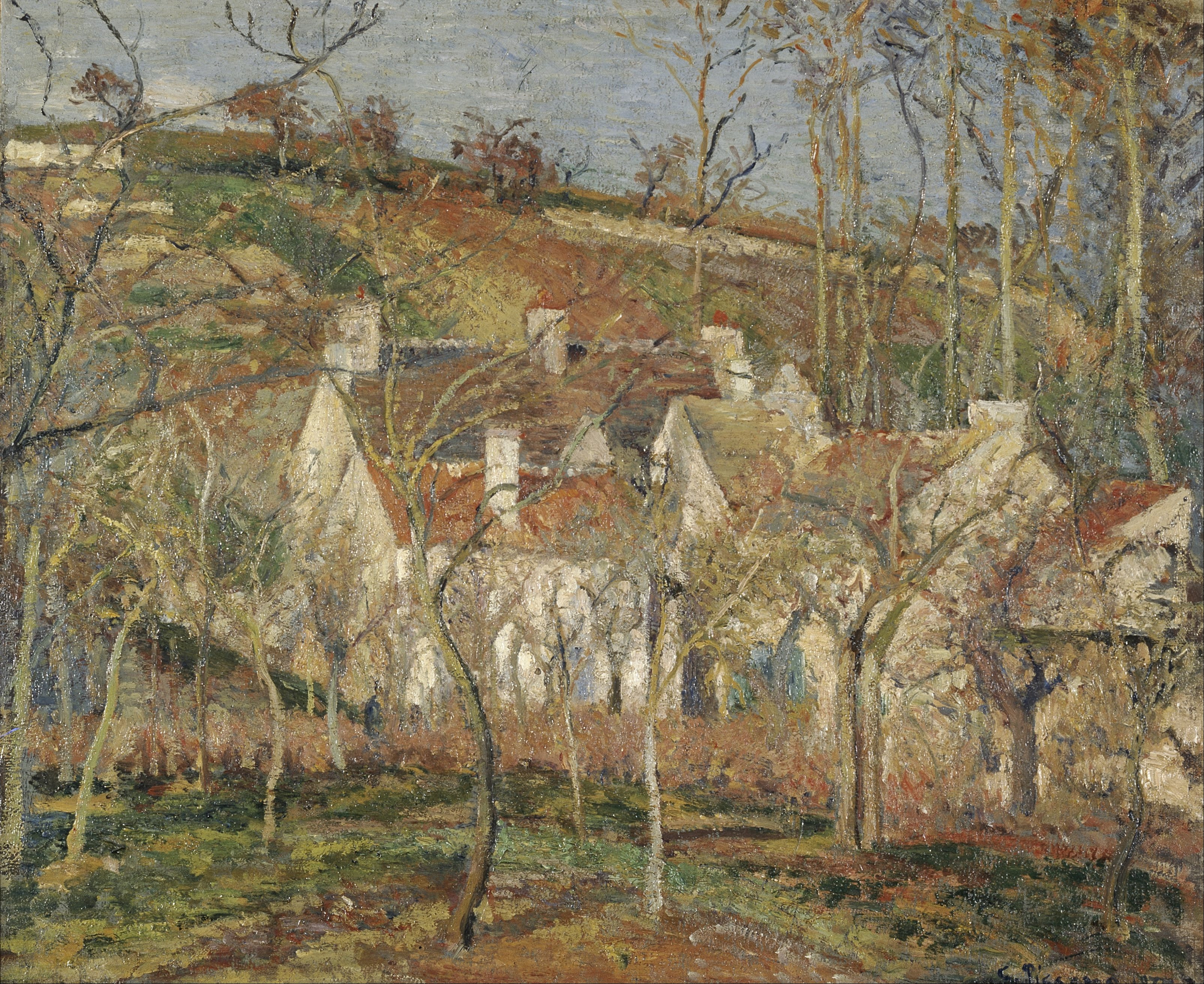
Côte Saint-Denis à Pontoise
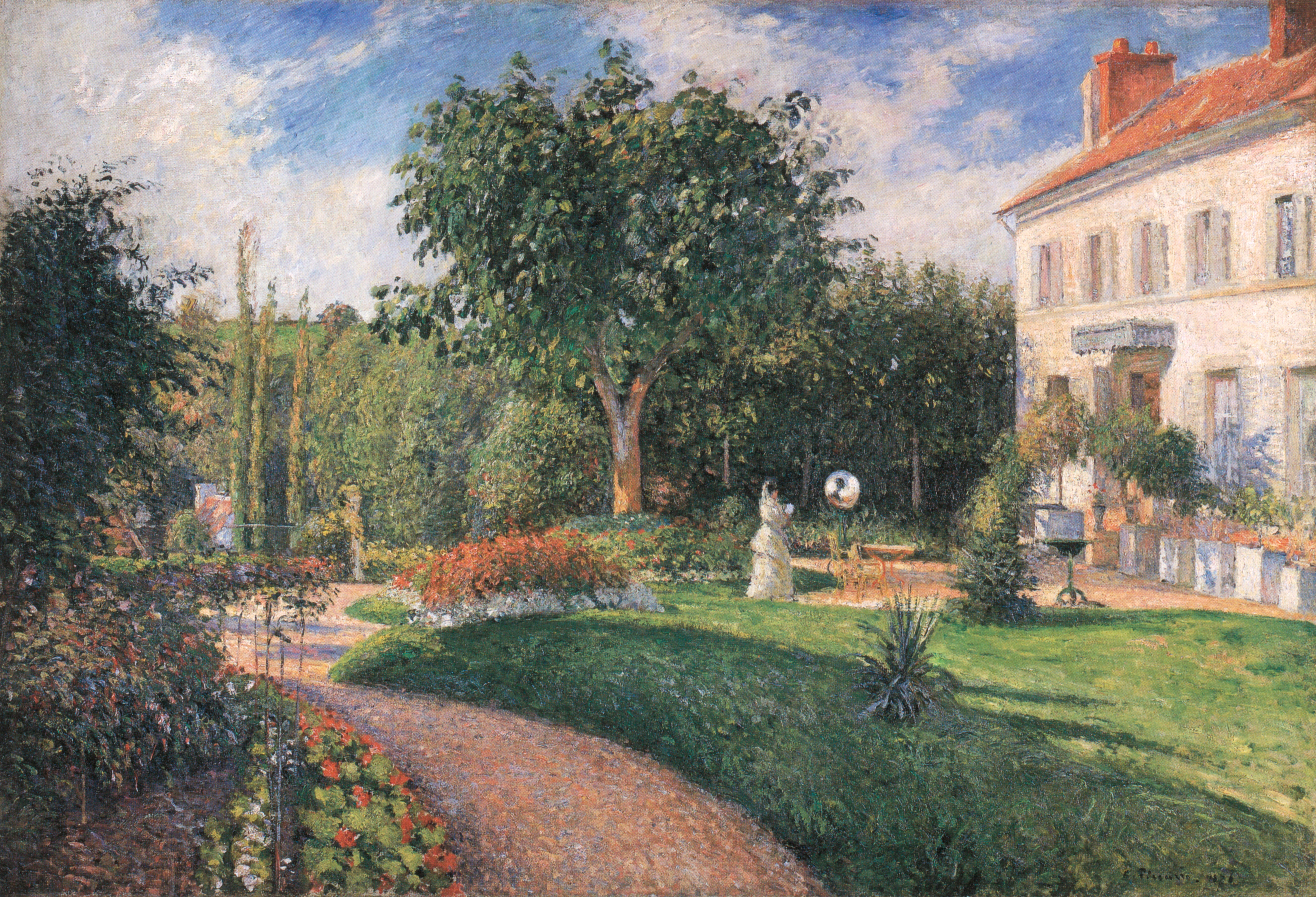
Jardin des Mathurins, à Pontoise (nl)
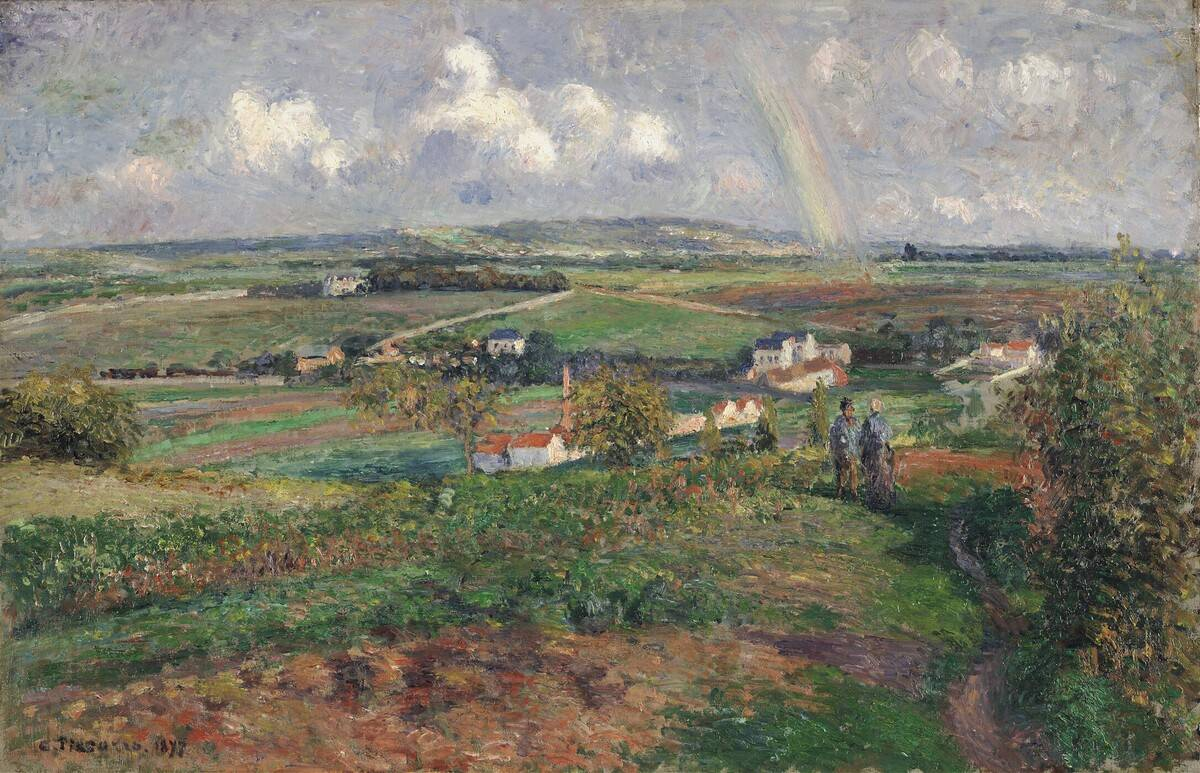
La Plaine d'Épluches (arc-en-ciel)
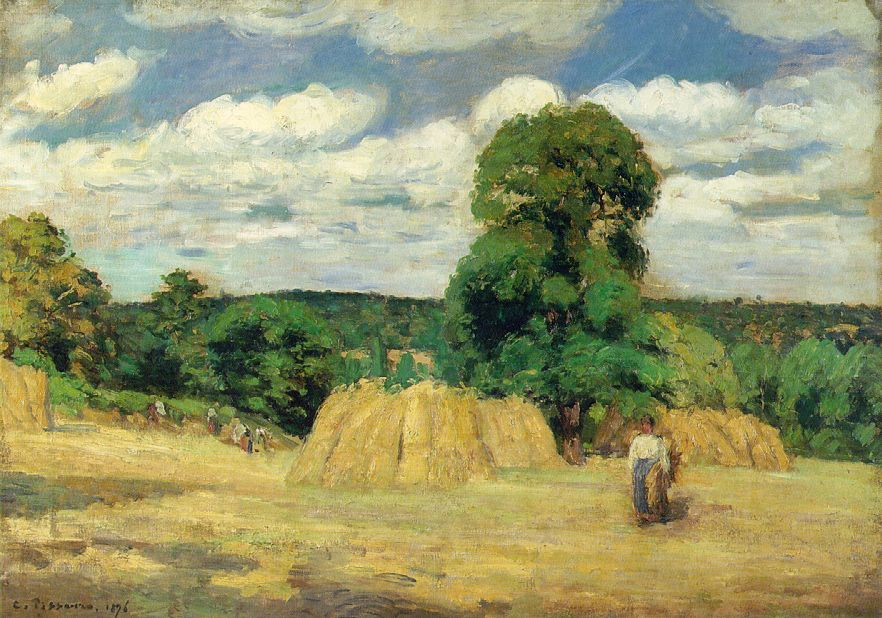
La Moisson (ca)

### Auguste Renoir
21 œuvres :
- La Balançoire (collection du musée d'Orsay[47])
- Bal du moulin de la Galette (collection du musée d'Orsay[48])
- Portrait de madame G. C. (Georges Charpentier, propriétaire du tableau lors de l'exposition ; collection du musée d'Orsay[49])
- Portrait de mademoiselle G. C. (Georgette Charpentier, fille de Georges Charpentier, propriétaire du tableau lors de l'exposition ; collection du musée Artizon[50])
- Portrait de madame A. D. (Julia Daudet, épouse d'Alphonse Daudet, propriétaire du tableau lors de l'exposition ; collection du musée d'Orsay[51])
- Portrait de M. Sisley (collection de l'Art Institute of Chicago)
- Portrait de mademoiselle S... (Jeanne Samary ; également connu sous le titre La Rêverie ; en dépôt au musée des Beaux-Arts Pouchkine[52])
- Portrait de M. S... (Eugène Spuller ; collection privée)
- Jeune Fille
- Femme assise
- La Seine à Champrosay (collection du musée d'Orsay[53])
- La Place Saint-Georges
- Coucher de soleil
- Jardin
- Jardin
- Tête de jeune fille
- Bouquet de fleurs des champs
- Deux têtes
- Deux têtes
- Les Dalhias
- Portrait d'enfant

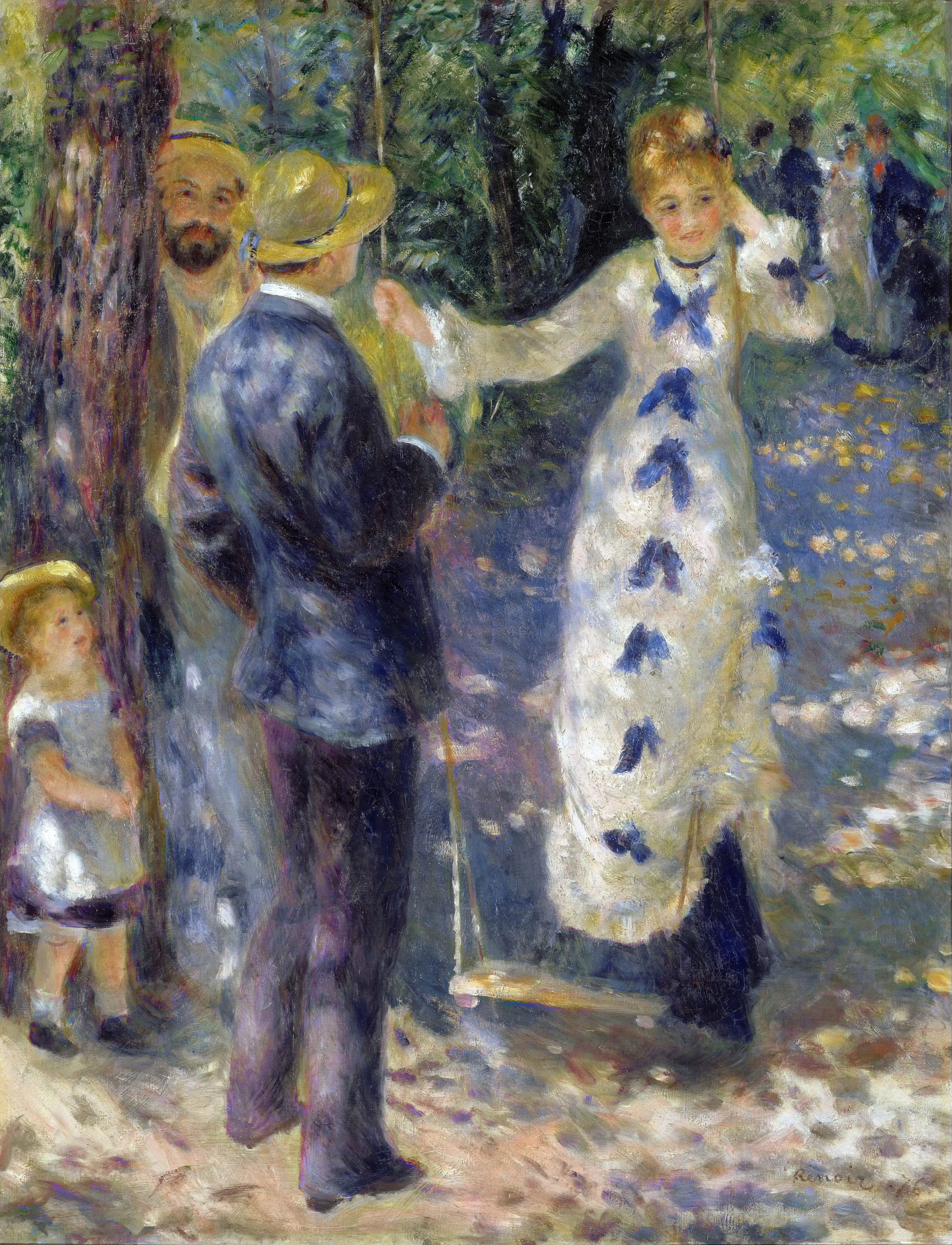
La Balançoire
Bal du moulin de la Galette
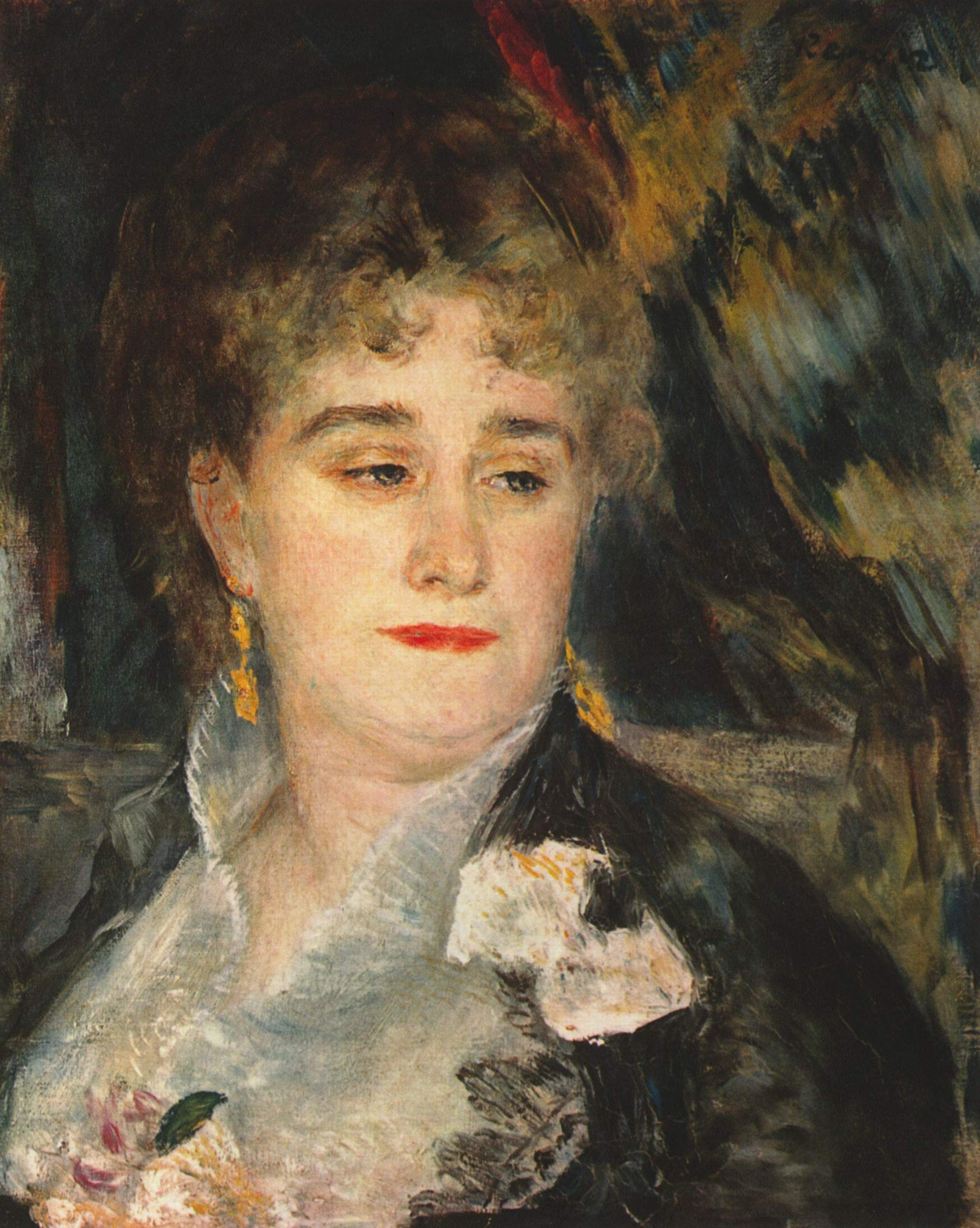
Portrait de madame G. C.
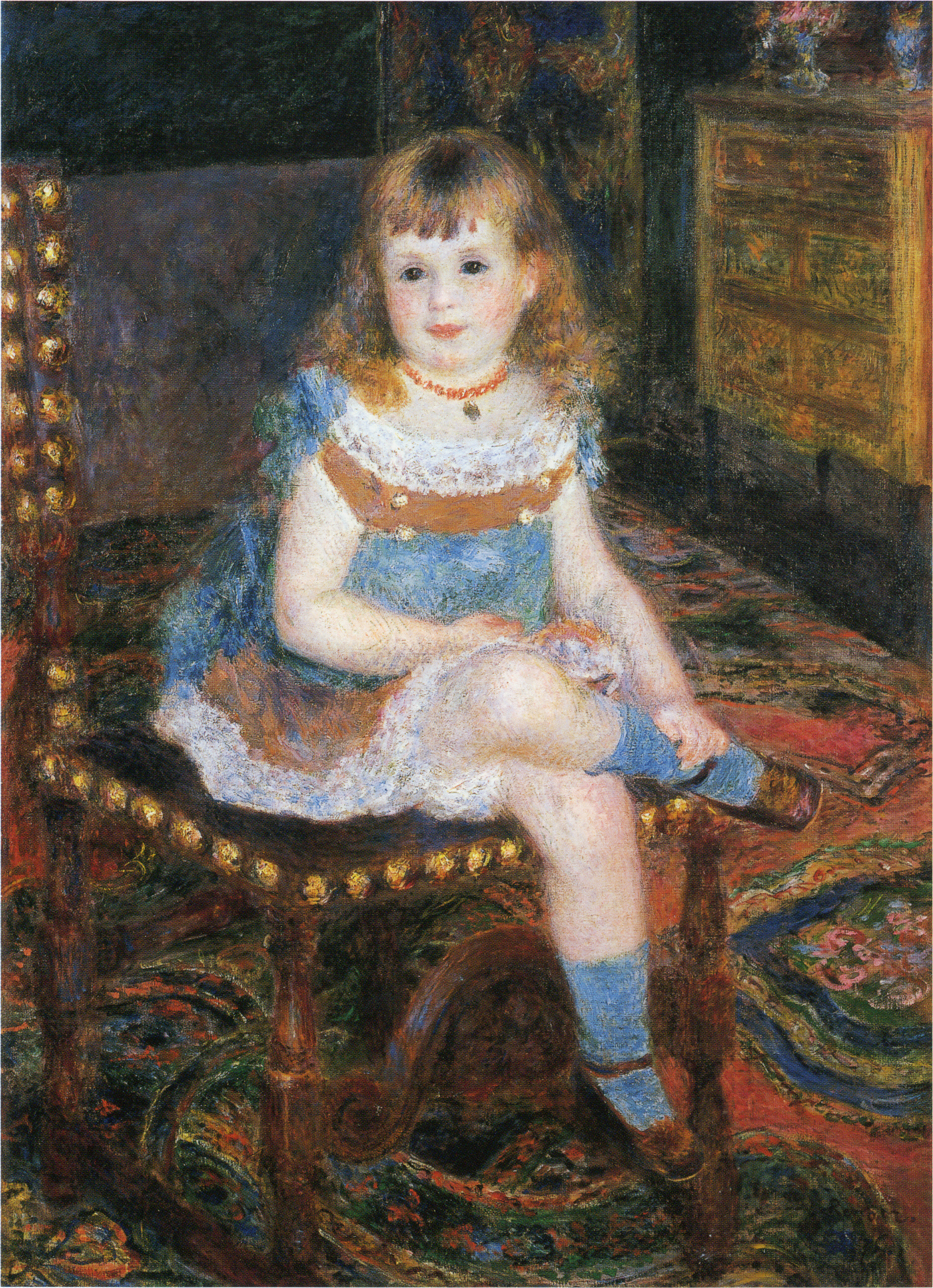
Portrait de mademoiselle G. C.
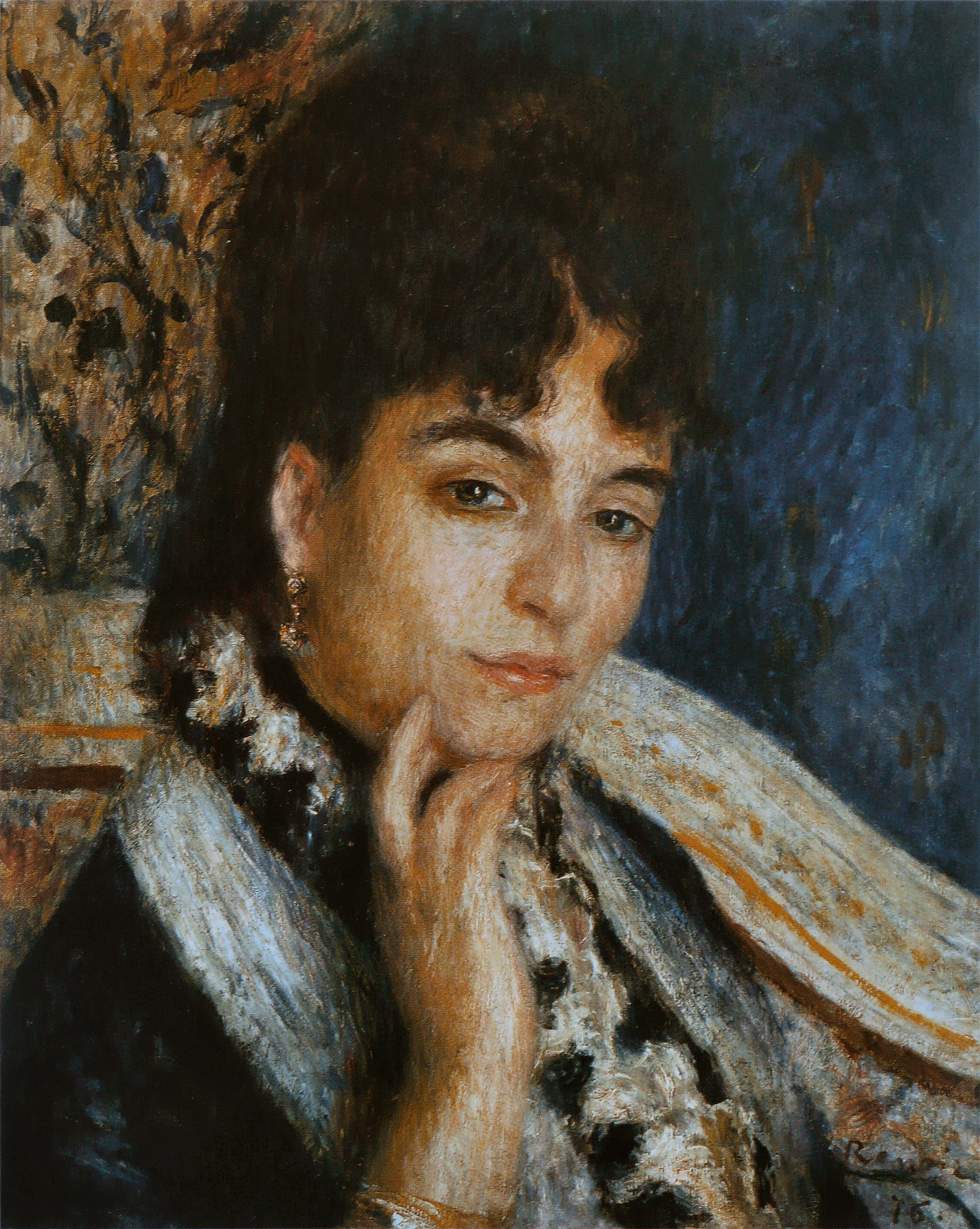
Portrait de madame A. D.
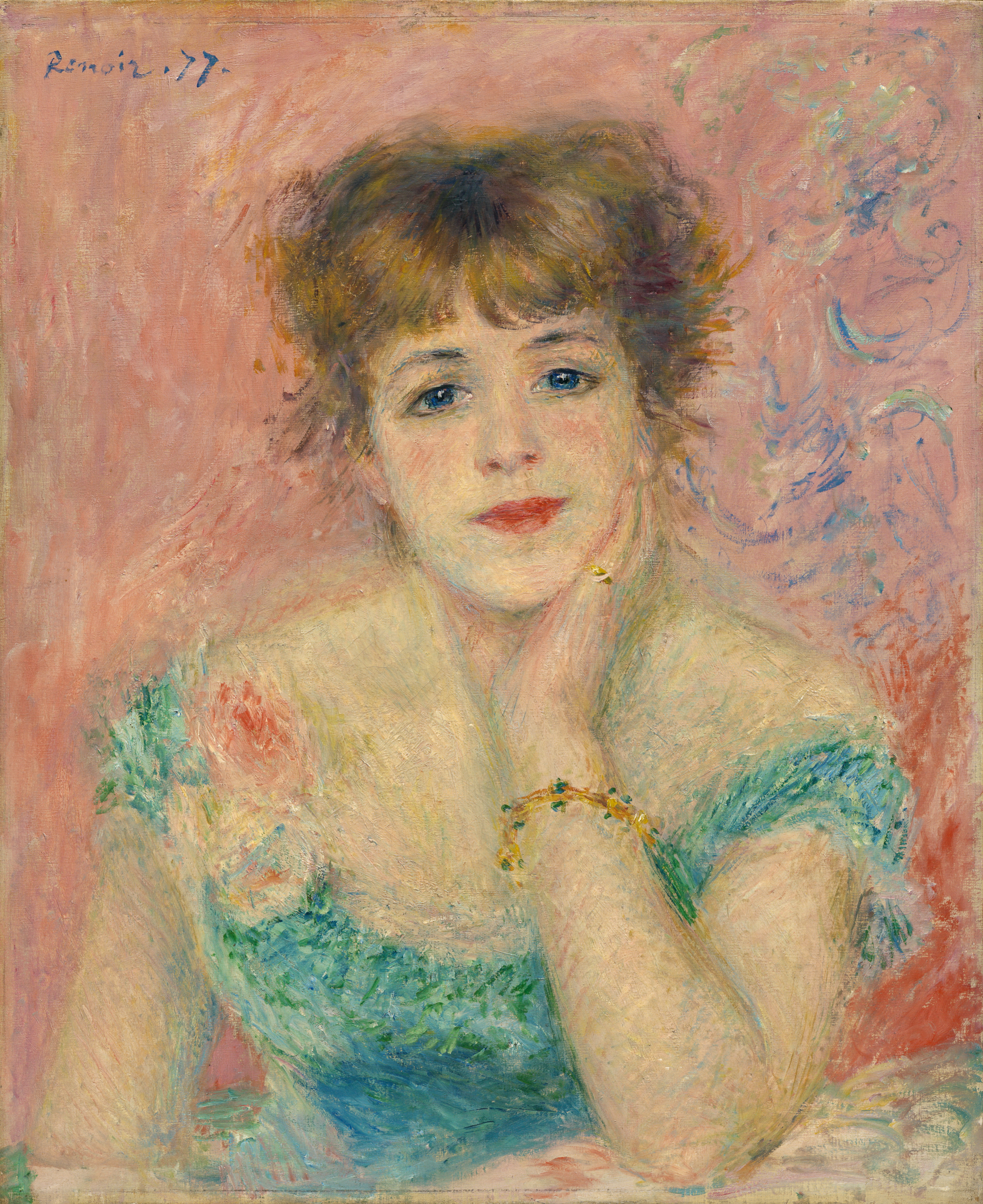
Portrait de mademoiselle S...
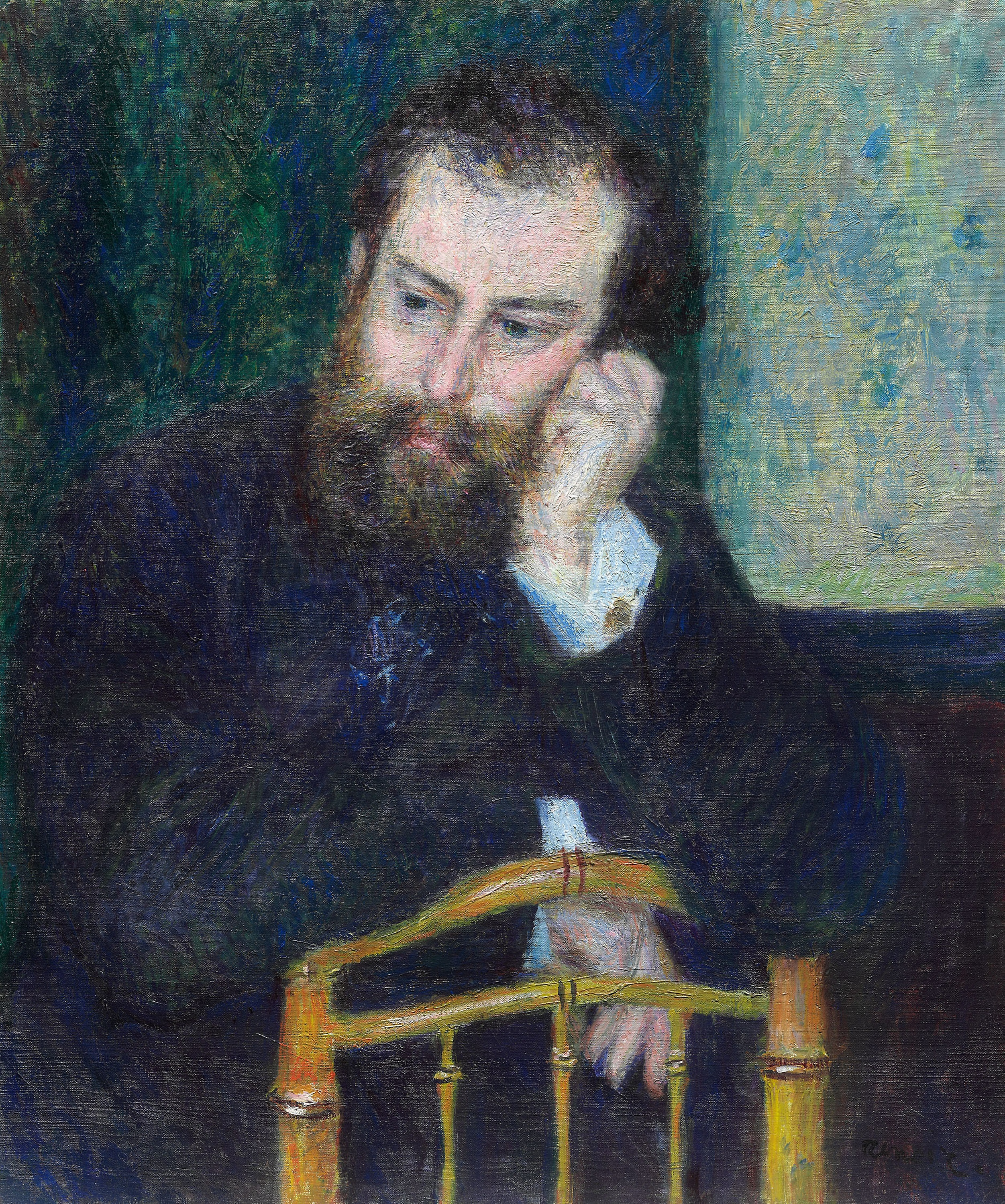
Portrait de M. Sisley
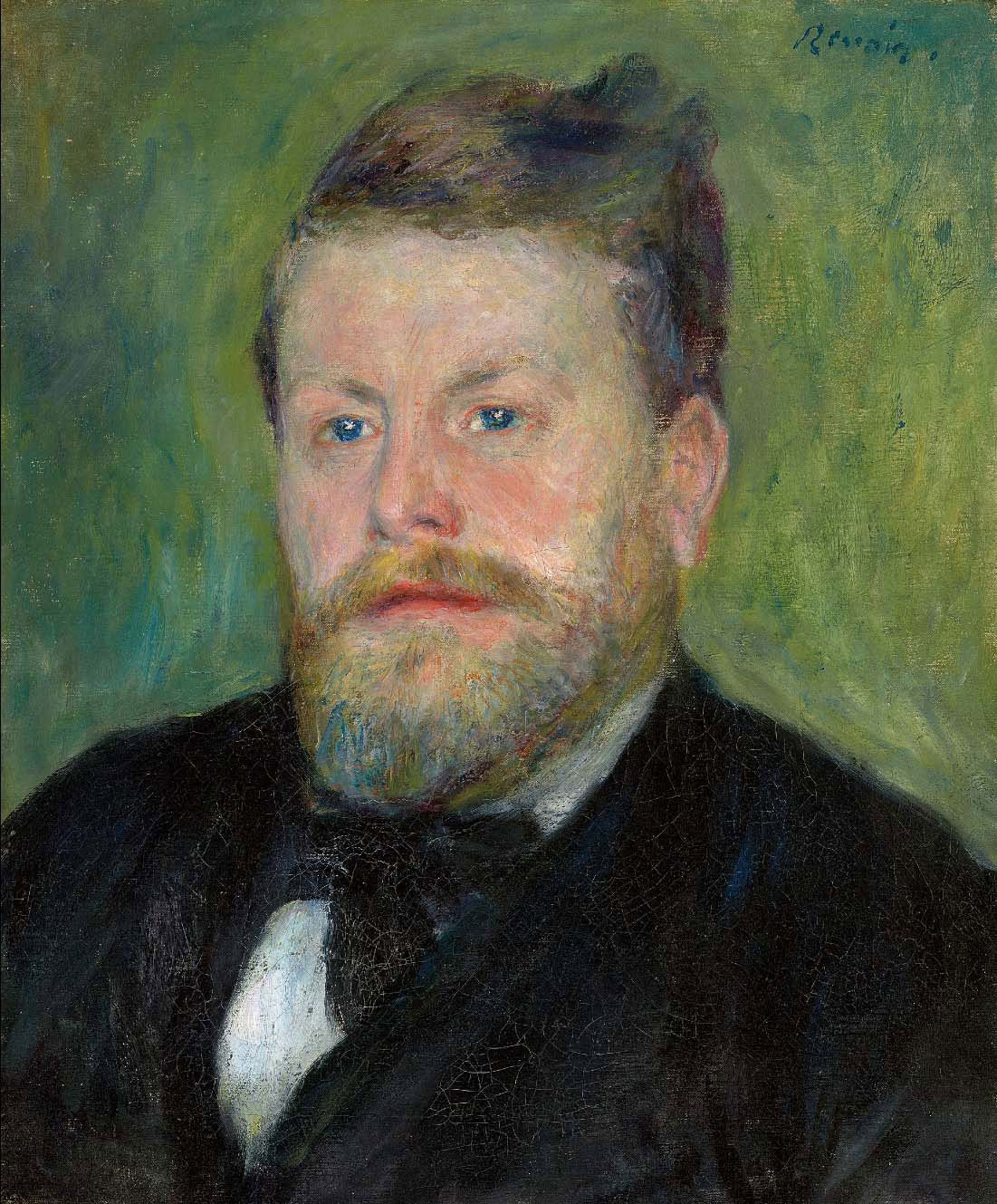
Portrait de M. S...
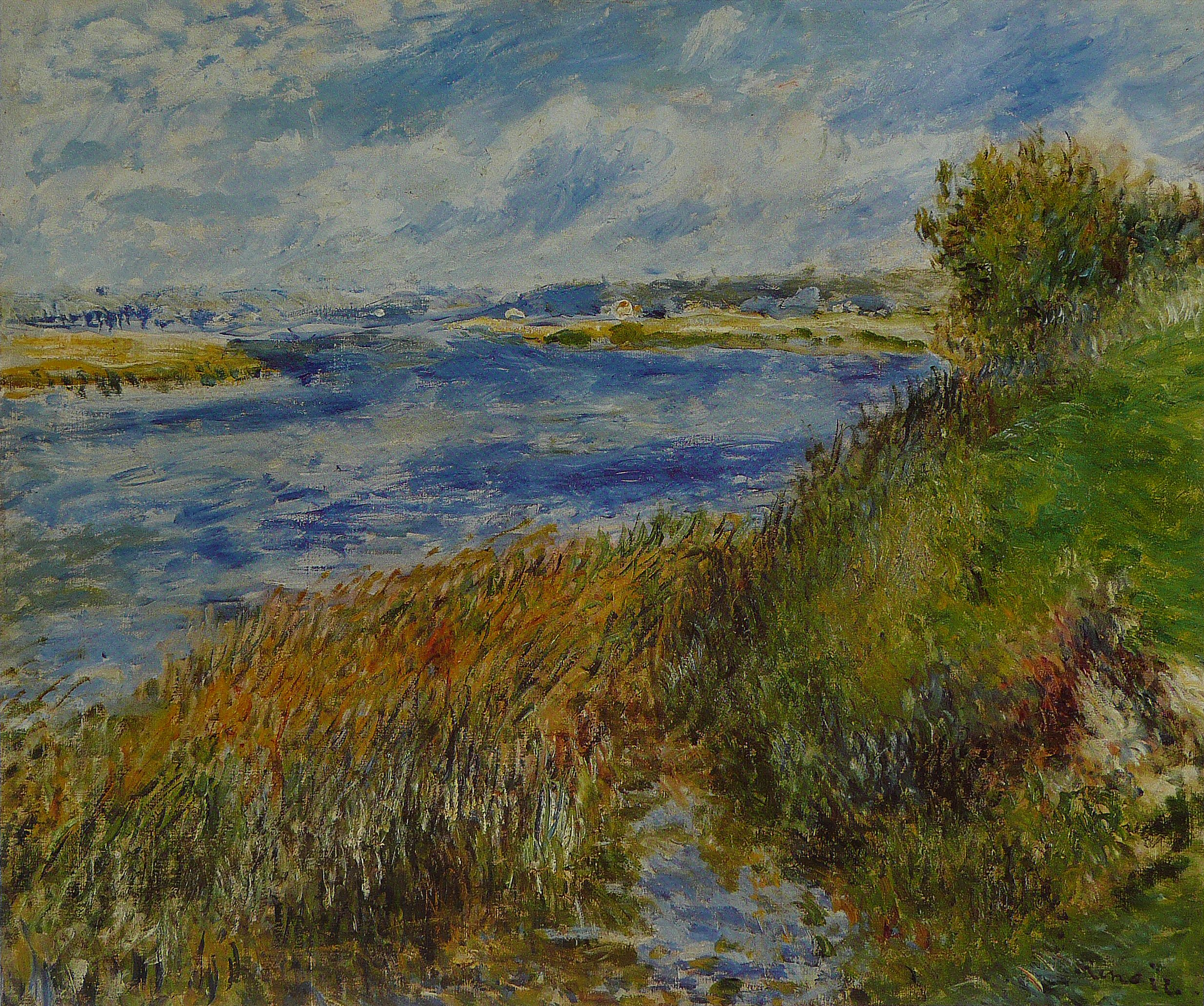
La Seine à Champrosay

### Henri Rouart
5 œuvres :
- Bords de la Sédelle (collection particulière)
- Ferme bretonne
- Portrait
- Vallée de Cauterets
- Quai des Fourneaux, à Melun

### Alfred Sisley
17 paysages :
- 211, Le Chalet ; gelée blanche appartient à M. H. (collection du Metropolitan Museum of Art sous le titre Vue de Marly-le-Roi de Cœur-Volant[54])
- 212, Le Parc appartient à M. H. (collection du musée des beaux-arts de l'Ontario sous le titre Vue de Marly-le-Roi, effet de soleil[55])
- 213, Route, le soir appartient à M. H.
- 214, Scieurs de long appartient à M. de Bellio (collection du musée des Beaux-arts de la Ville de Paris[56])
- 215, Rue de village appartient à M. de Bellio
- 216, Les Gressets, village aux environs de Paris appartient à M. de Bellio
- 217, La Seine, au Pecq appartient à M. Charpentier
- 218, Champ de foin appartient à M. Charpentier
- 219, La Machine de Marly  appartient à M. Duret (collection particulière)
- 220, Le Point d'Argenteuil en 1872 appartient à M. Manet (collection du Memphis Brooks Museum of Art (en)[57])
- 221, Bords de la Seine. Coup de vent, appartient à M. Ch...
- 222, L'Abreuvoir, à Marly
- 223, L'Auberge du Lion-d'Or
- 224, Village de Marly (effet de neige)
- 225, Le Lavoir, à Marly
- 226 La Terrasse, à Marly
- 227, Inondations

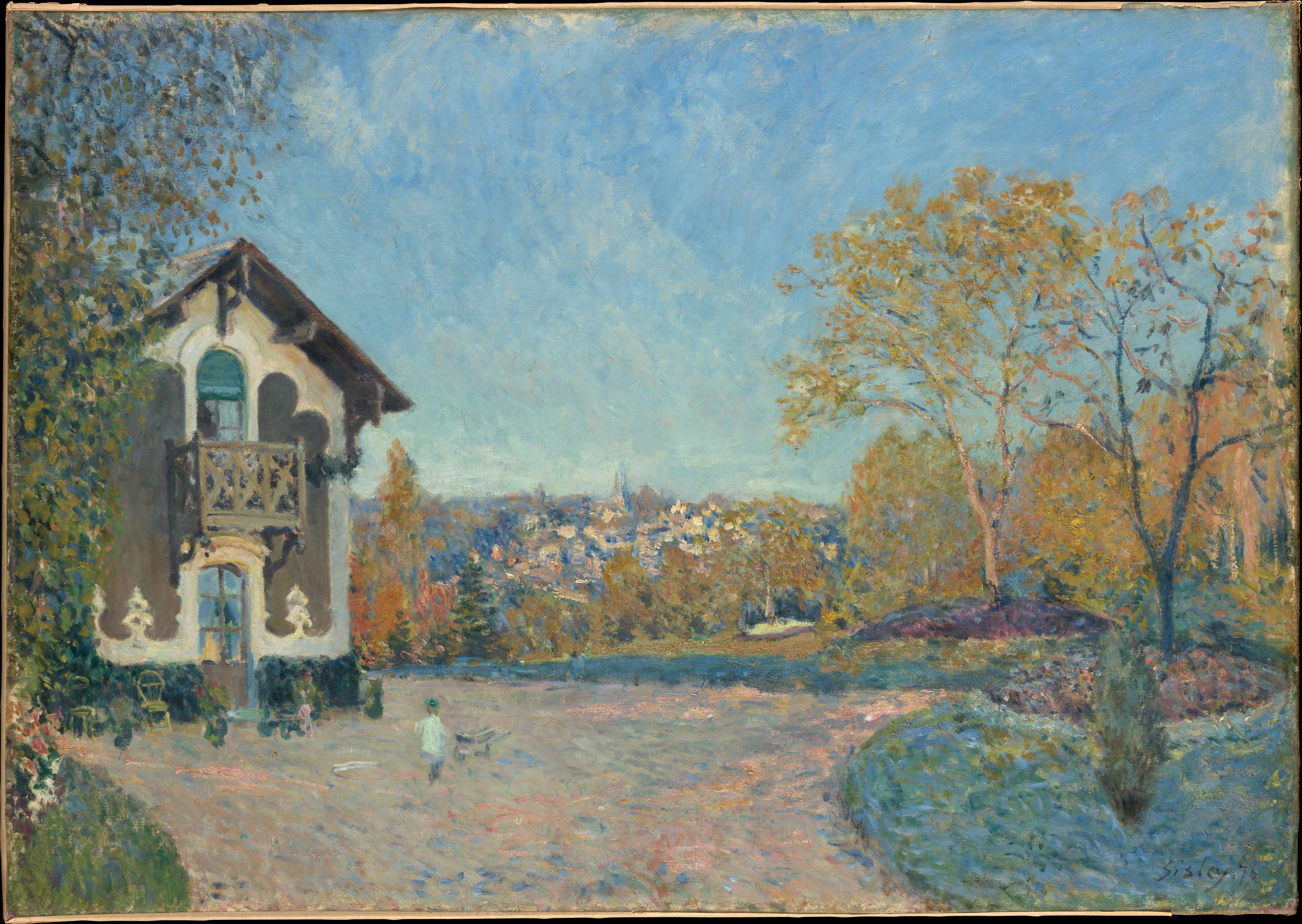
Le Chalet ; gelée blanche
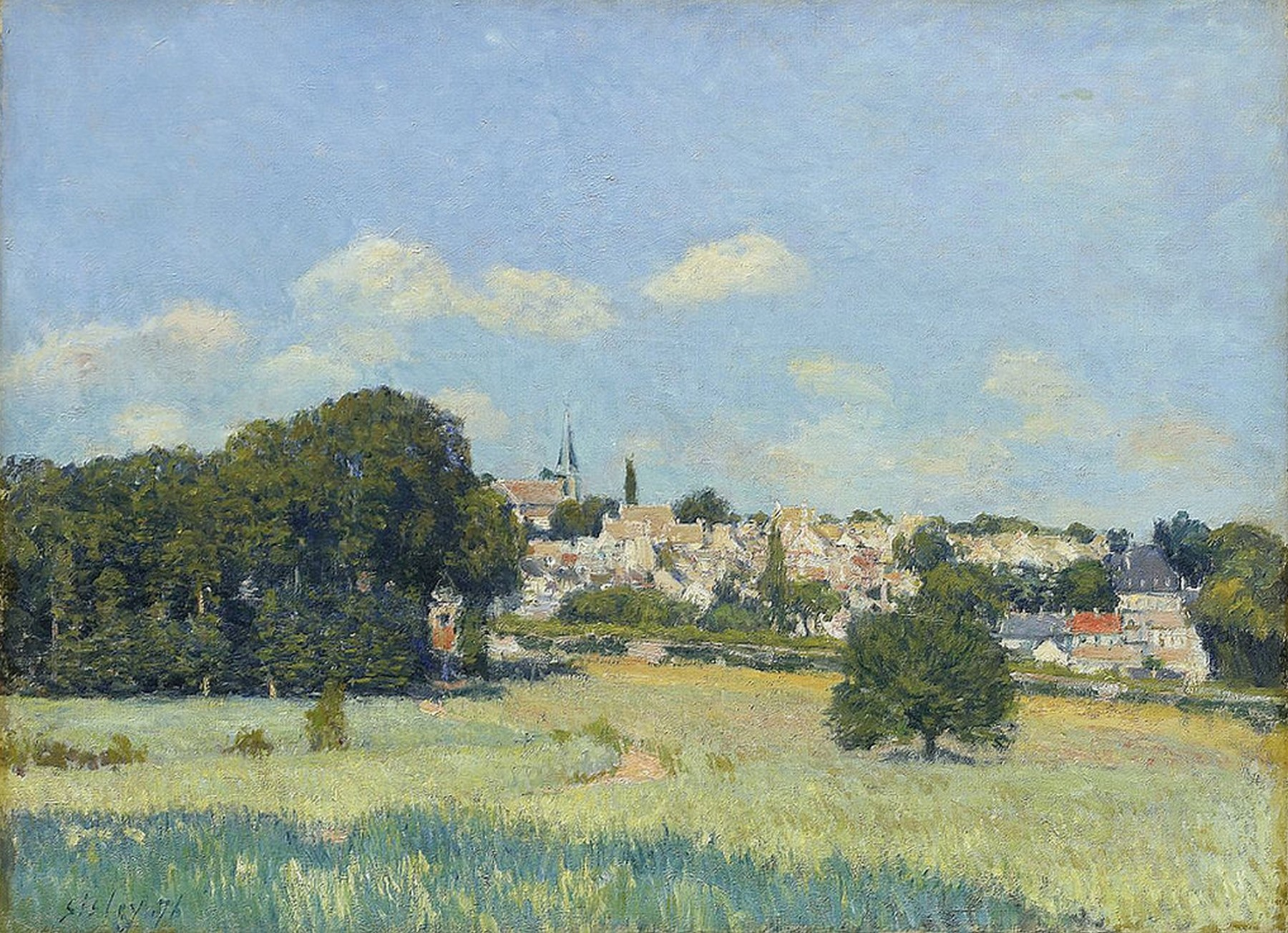
Le Parc
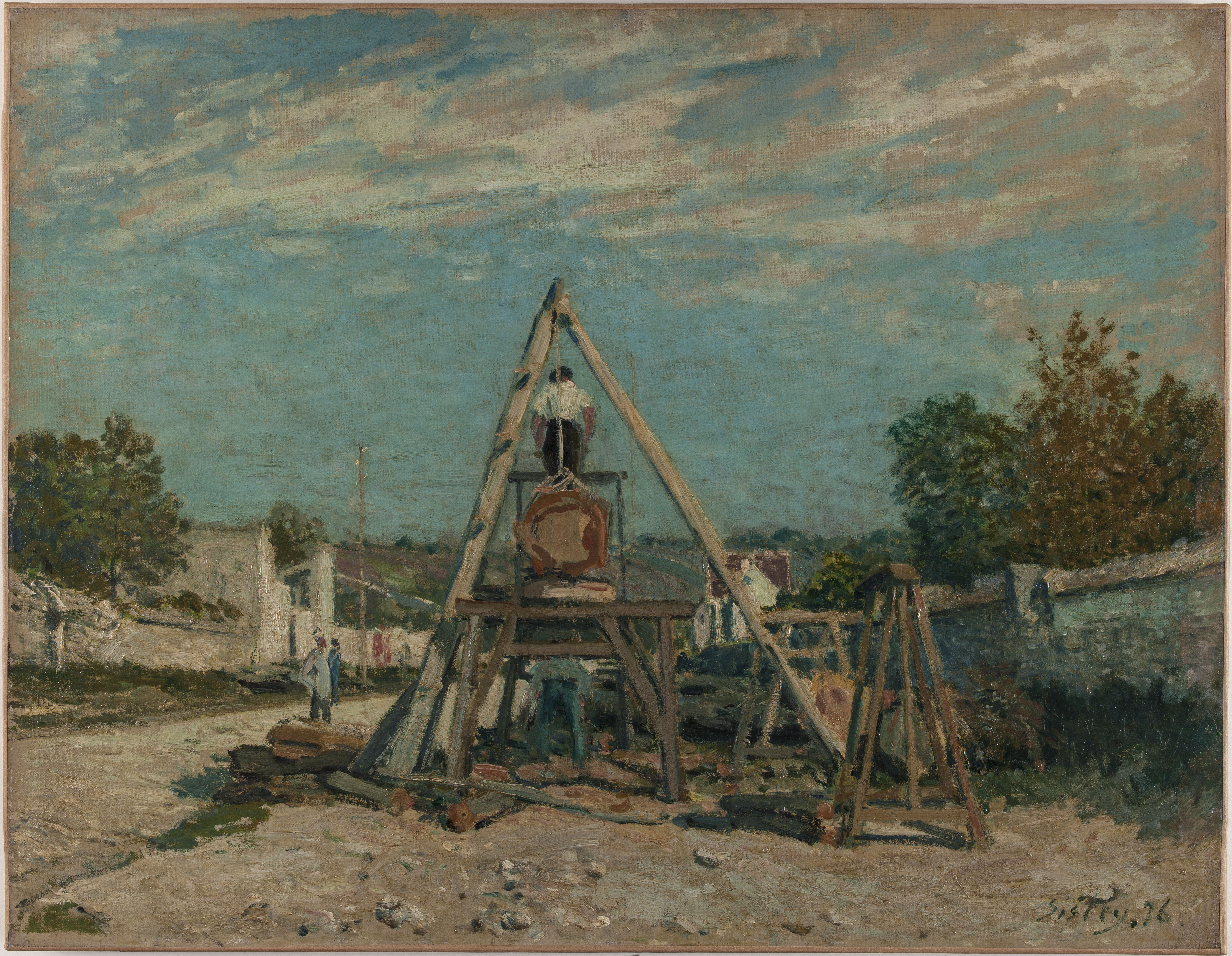
Scieurs de long
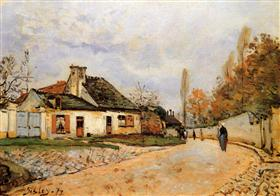
Rue de Voisins, Louveciennes (1872, D. 33, connue sous le titre de Rue de village par Sisley.

### Charles Tillot
14 œuvres :
- Forêt de Fontainebleau
- Le Bas-Bréan et la Plaine de Chailly
- Plage de Villers
- Rouen
- Maison et Atelier de J.-F. Millet, à Barbizon
- La Rue de Barbizon
- Bout du village de Barbizon
- Meules dans la plaine
- Vue prise des hauteurs des Forges d'Apremont

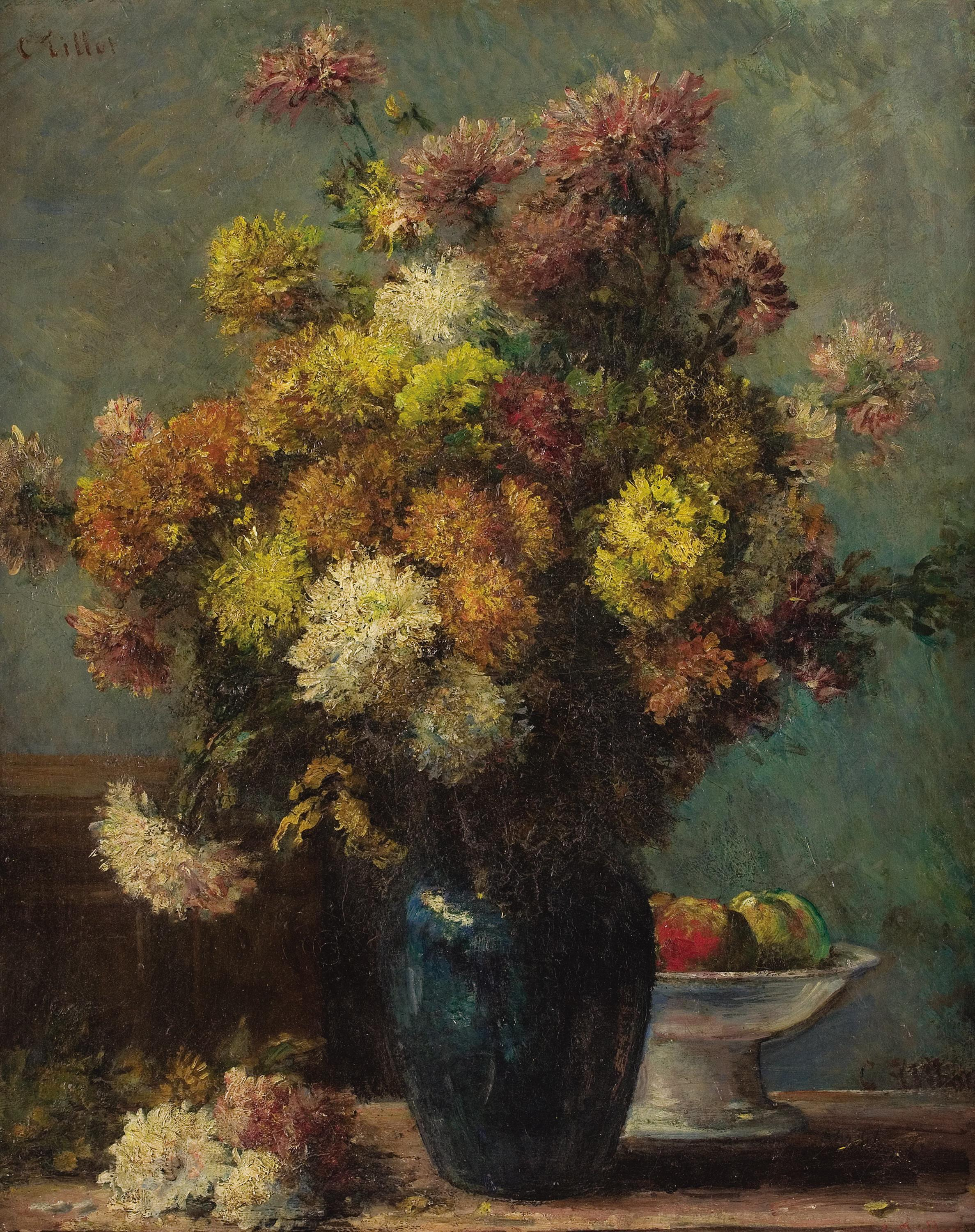
Fleurs

- Étude d'arbres
- Vue prise à Villers
- Fleurs (collection particulière)
- Tête de femme
- Portrait de M. X...

- Fleurs